# 中国铁路客运车票与票价

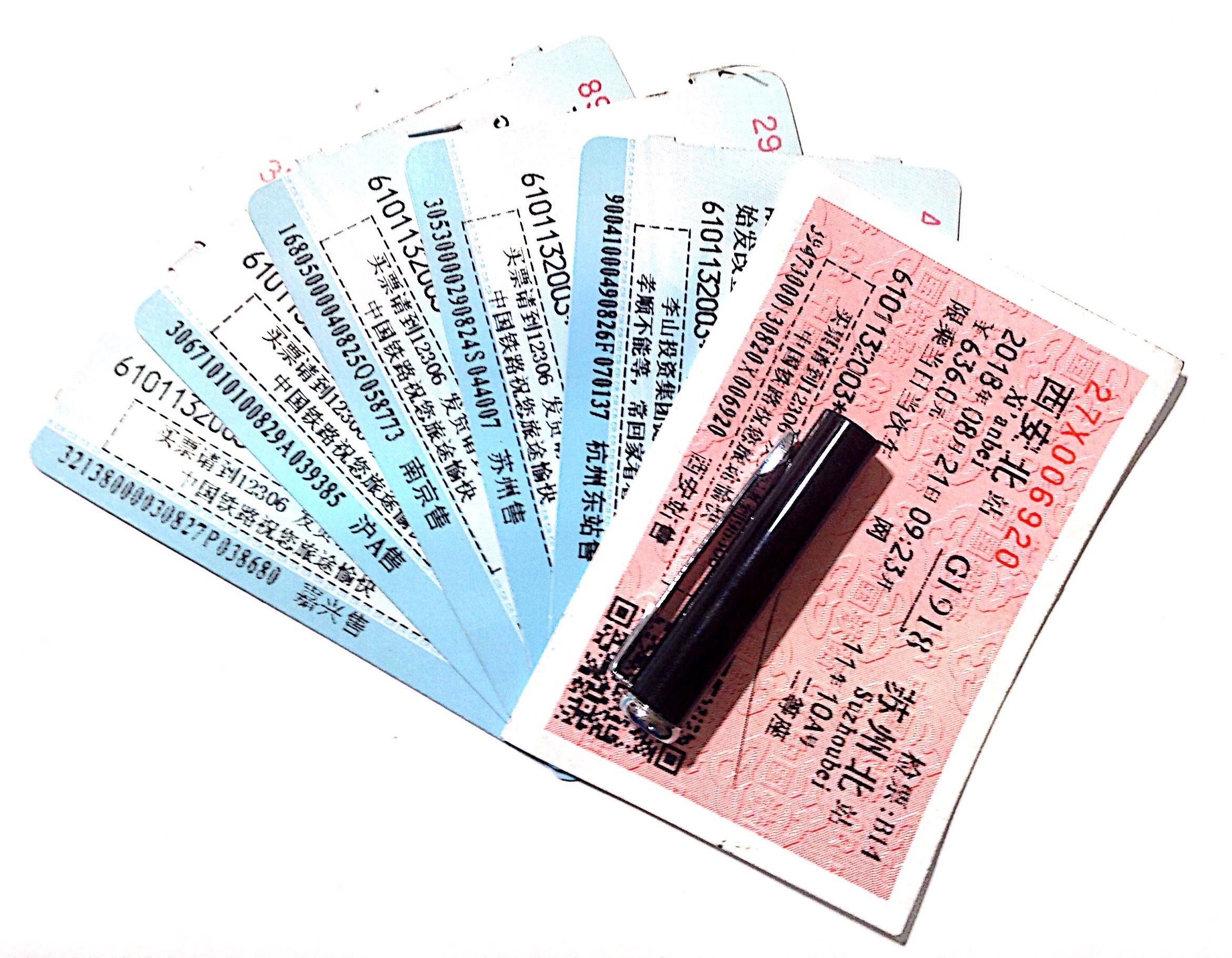
曾经在中国搭乘铁路出行所需要使用的铁路车票（图为曾广泛使用的软纸车票和可用于自助检票闸机的磁介质车票，现已演变为报销凭证）

中华人民共和国铁路客运经过多年的发展，车票样式与票价体系经过多次调整，且车票也有多种。目前，中国大陆的铁路客票可按形式、使用方式、性质、乘车情况分为不同票种:19。

## 相关法律规定
依据《铁路旅客运输规程》规定，车票是铁路旅客运输合同的基本凭证，可以采用纸质形式或电子数据形式。旅客乘车时，需携带乘车相关凭证以备工作人员核验。
另外，車票亦作为旅客進站上車的憑證，直达票仅限單次使用。同時，若旅客购买的是优惠票或优待票，则需要准备相应的优待证件以供查验；若旅客购买的是非实名制车票，则必須保留車票用作列车上查验车票及出站之用，否則需要補票。

## 车票形式
在中华人民共和国铁路客运历史上，车票曾出现多种介质（包括纸质车票和电子车票），而特殊车票亦出现多种。

### 纸质车票
普通纸质车票为中国铁路客运车票常见的车票介质，历史上曾先后出现过硬板票、软纸票和磁介质车票三种。现时仍在少量使用的车票介质为软纸票和磁介质车票，而硬板票目前已停止使用。

#### 常备式车票

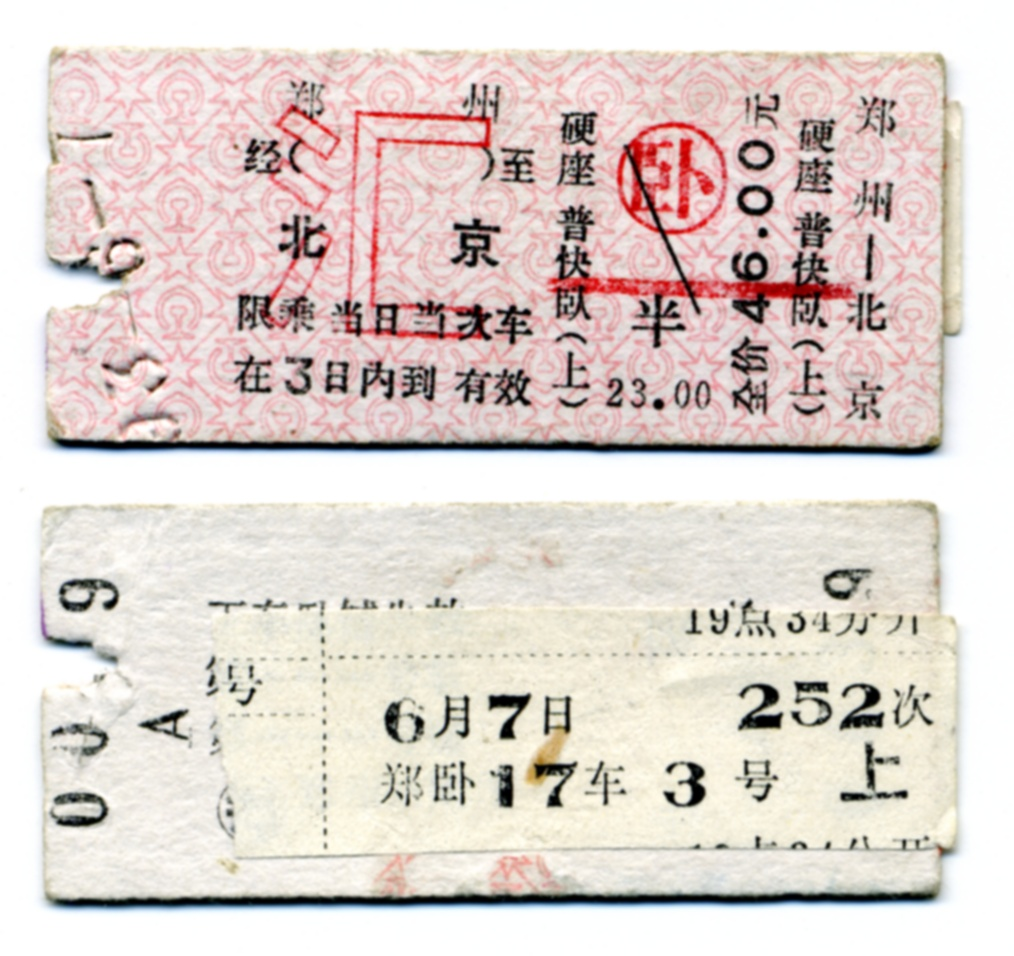
1993年6月7日郑州至北京252次（即今K180次）硬臥車票正反面，使用硬板票版式

中国铁路的常备式车票通常为硬纸卡片式，俗称硬板票，是中国铁路客运车票中连续使用时间最长的版式，自中华人民共和国成立前的民国时期便开始使用。此种车票为事先印刷好的车票，票面只有车站、票价等信息。在未实行对号入座时，车票未标明座号，而在铁路实行对号入座制度后，车票后面需要由售票员加贴一张印有车次、发车时间和座位号的小纸条。另外每张车票还会用符号标注列车的级别，其中绿色一道杠为普速快车，绿色两道杠为特快列车，红色两道杠为软座特快。在硬板车票时代，实行“以无座票为基础，有座票作为补充”的制度。
硬板票的出售过程相当繁琐，用时需三到五分钟，甚至更长时间。售票员需要将不同的票按类分到不同的格子柜中，然后根据旅客的目的地，从柜子中找到所需要的票，用针孔机轧印日期，再用胶水在车票背面粘贴小纸条，最后盖完章才能将票卖出。此外，车票上有沿线主要站点，但如果旅客需要买的到站车票上没有，则售票员需要手写一张“区段票”若火车上需要购票或者补票，列车员则要手写一张“代用票”。当年售票员的入职要求严格，需要在客运段工作满三年以上才能调入售票车间。在售票车间，师傅还需要培训徒弟卖票三个月才能出徒。售票员还需要使用算盘计算票款和找零，报出正确的票价，才能将车票和款项交到旅客手里。
硬板票根据不同票价组成又分为多个票种:
- 普通客票: 普通客票又分为硬座客票和软座客票，是最基础的车票。
- 附加票: 附加票包括加快票、卧铺票、空调票，是客票的补充部分，除儿童外不能单独使用。[7]
- 联合票: 为方便旅客乘坐快车、空调车、卧铺车并简化售票手续、提高发售速度，附加票可与客票合并发售，称为联合票。[1]

自1990年代后期防伪技术较高的计算机打印的软纸票出现后，软纸票开始逐步取代硬板票的地位，但在一些不具备电脑售票的车站仍适度保留硬板票。2007年6月30日，北京铁路局辖内的青龙桥站售出最后一张硬板票，至此硬板票全面停止使用。

#### 填写式车票
- 代用票

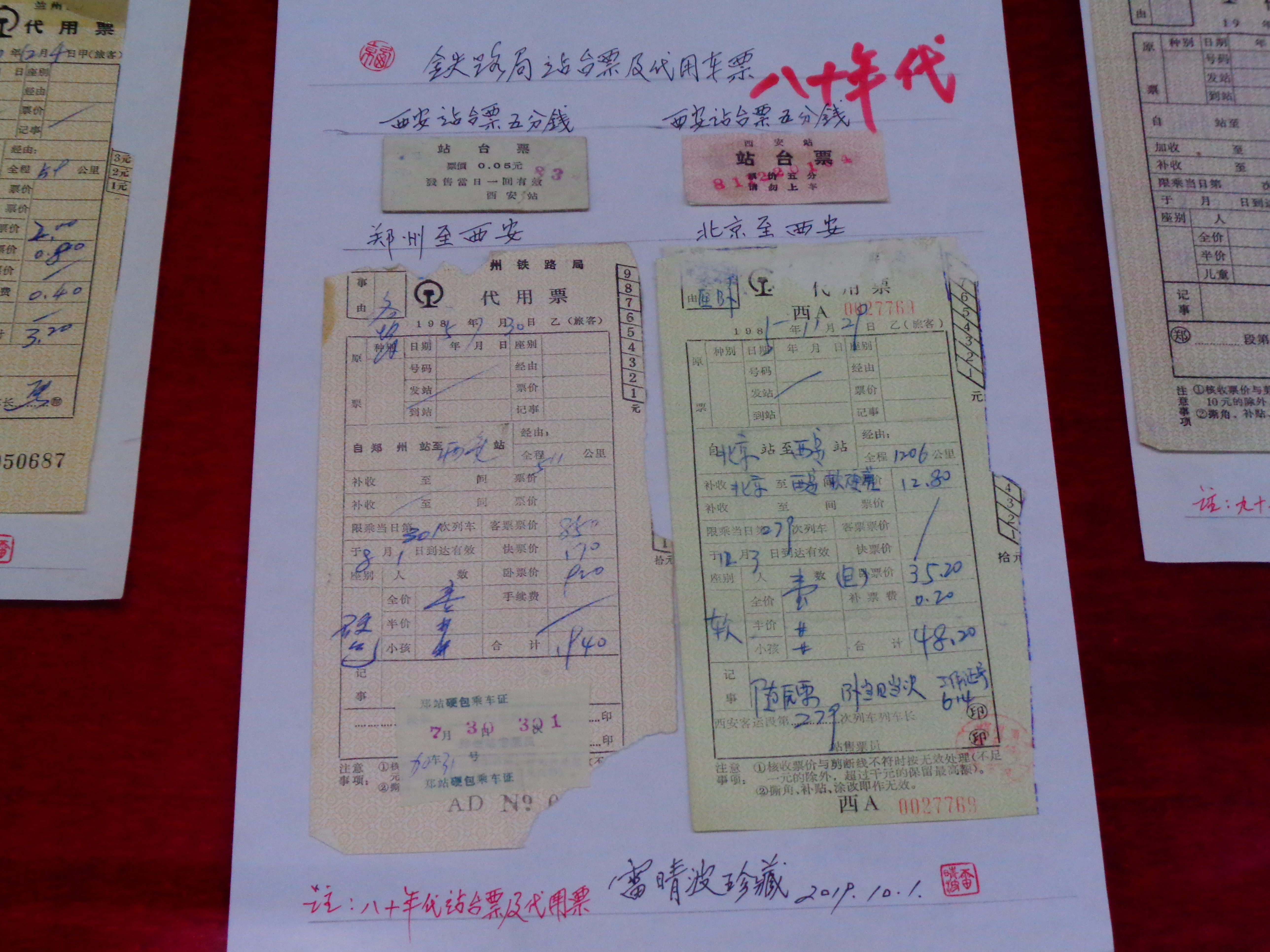
两张80年代的代用票

代用票是车站或列车上发售的填写式多用途的票据，现通常用于无联网售票机终端或终端出现故障时发售车票，亦可作办理团体旅客乘车、包车、旅行变更、列车补收差价时的收据。代用票为三页复写式，需由人工填写。
- 区段票

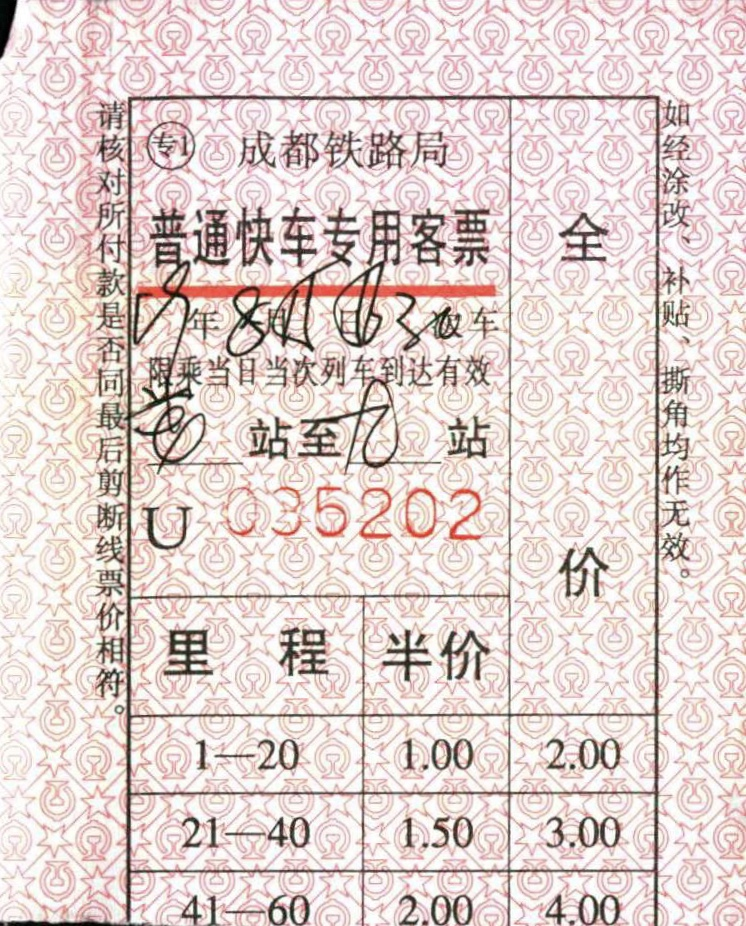
成都局集团区段票（2019年8月）

区段票为印有固定区段里程、票价、票种的填写式票据，是未备有所需常备票的车站使用的客票，分为硬座区段客票和硬座普快联合区段客票两种。
- 定额票

定额票指金额固定的车票。
- 册页式车票

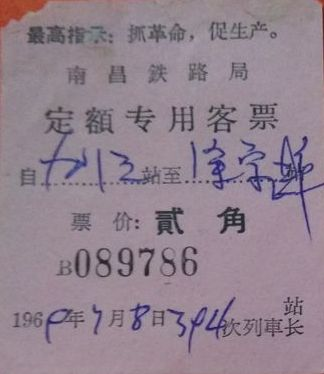
一张60年代的定额票

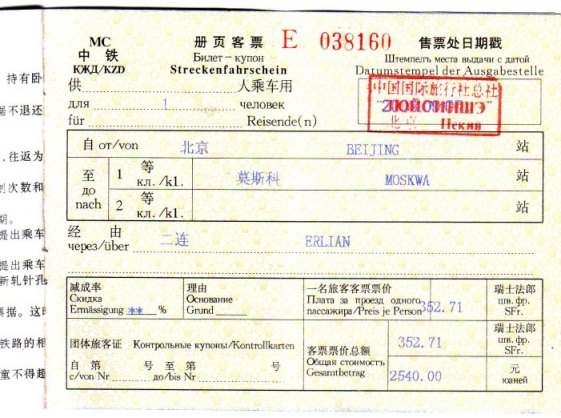
K3次列车票册

中国大陆境内发往其他国家的国际列车车票，根据铁路合作组织《国际旅客联运协定》的规定，在车票册页中包含车票和卧铺票两部分页面。同时，应当在车票的票面标明МС字样，并使用汉字和对方国家的官方文字（如果途径不止一个国家，则使用所有经过国家的官方文字同时对照记载）载明起始站点，经由，席位等级，席位号码，票价（使用发售国货币表示，并载明其等价之瑞士法郎的金额数目）。最后，应加盖发售车站的公章。

#### 计算机票
- 计算机软纸车票: 1970年代，中国铁道科学研究院电子所开始与其它铁路单位开展电子客票的研究并取得初步成功，经铁道部批准，北京站与上海站于1979年7月20日开始出售中国首批计算机软纸车票——I型软纸客票[12]。1980年代，深圳站开始使用铁科院电子所与广深铁路公司合作研发的GSKP-1型电子售票机售票，车票也改为软纸式车票[12][13]。1984年，计算机票发展为多窗口系统，一台主机可带动八台制票机，票面也改为横式，称为II型软纸客票[12]。1996年初，上海、北京等铁路局开始试点计算机打印的改进型的II型软纸客票。同年末，原铁道部确立了软纸客票统一样式标准，正式开始使用软纸车票。起初软纸票底色为蓝色，之后改为淡粉色。此种车票为售票时现场打印，且售票时间大大缩短。至2000年时，软纸票版式进行了一定的调整。此后铁路部门再次对车票板式进行调整，将列车车次调整至出发站与到达站之间，同时原“全价”字样改为人民币符号“￥”[14]。由于互联网售票的发展，加上近年来客运专线的开通、车站自助检票闸机的投入使用，以及对防伪安全性要求的提高，软纸票开始逐步退出历史舞台。2017年6月，北京铁路局管内车站和代售点停止发售软纸票，统一发售磁介质票[15]。

2015年之后使用的软纸车票底纹

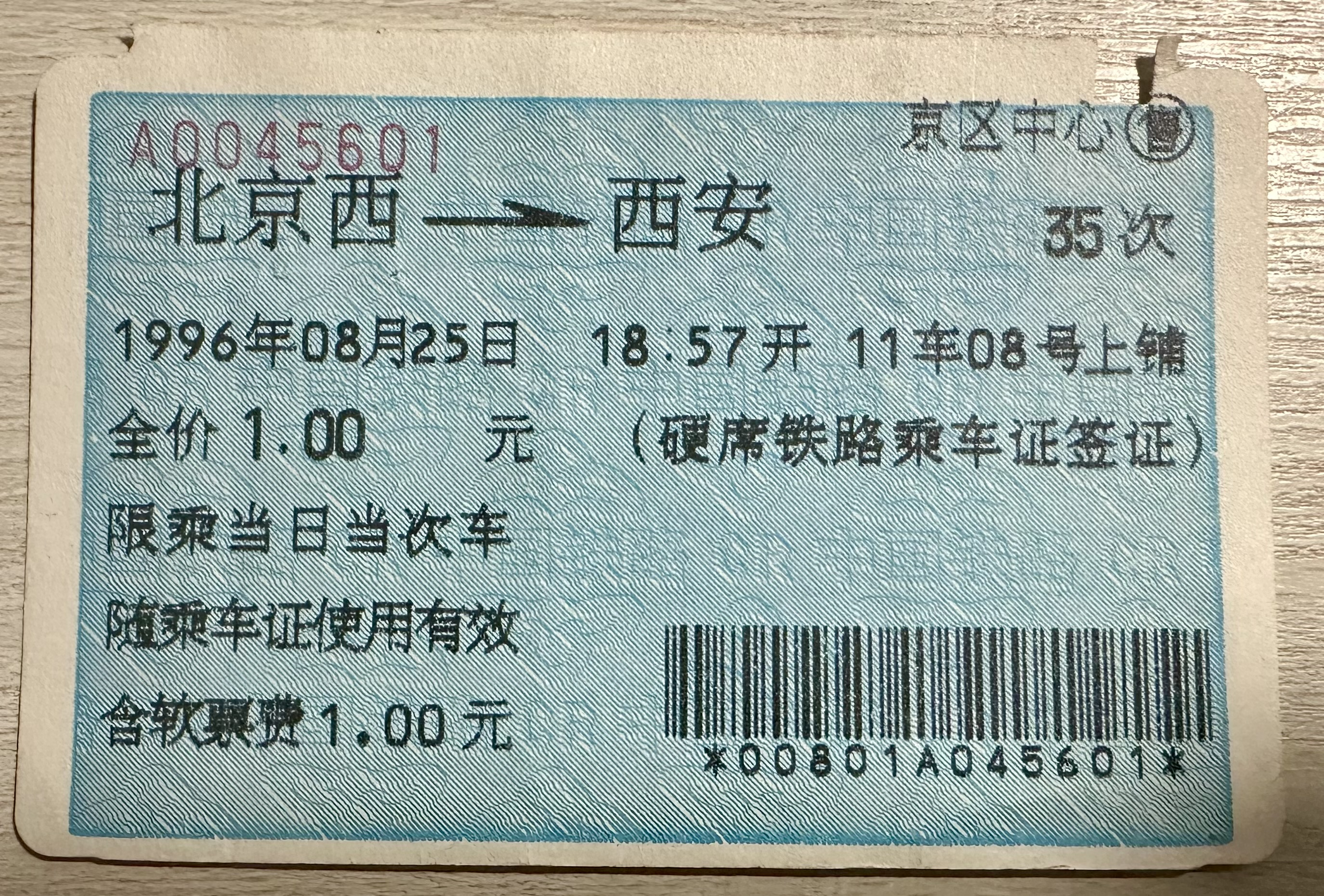
1996年5月全路统一电子售票票样后售出的软纸车票
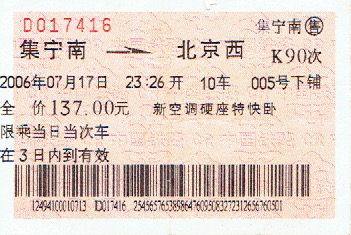
1997年开始出售的粉红底色软纸车票
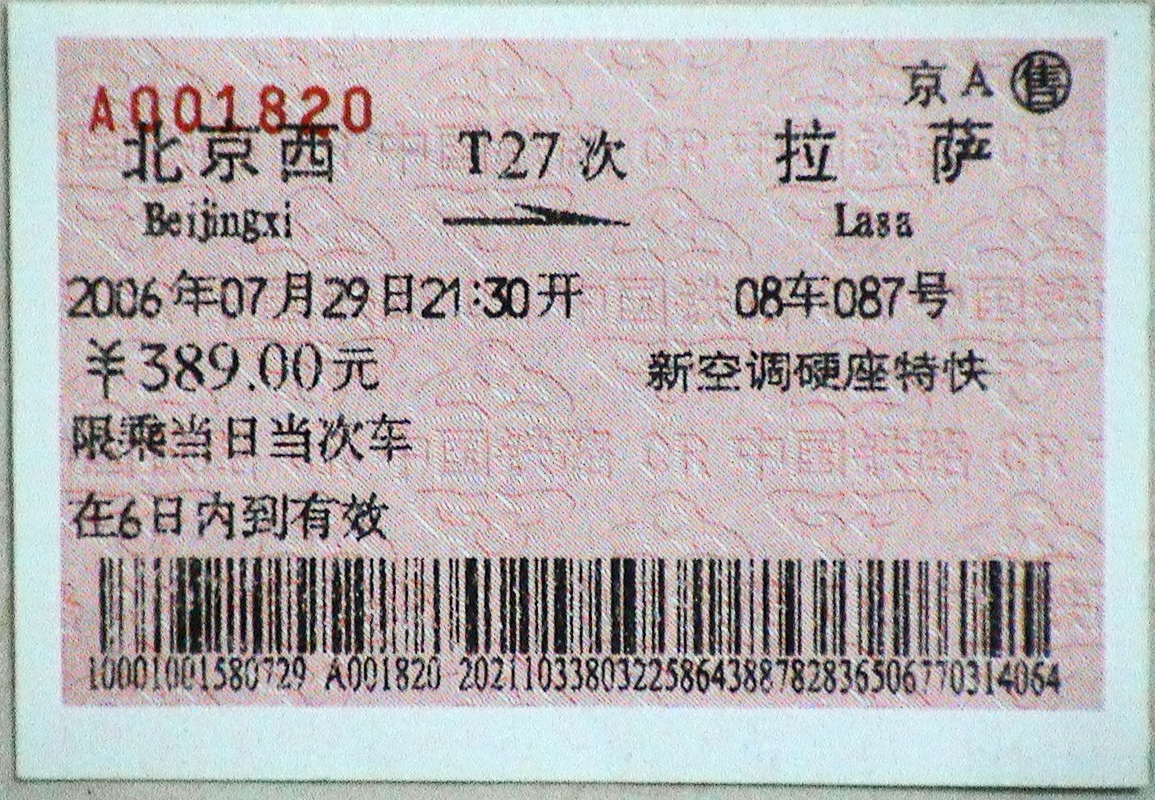
2006年实施客票系统5.0后重新设计的软纸车票版式
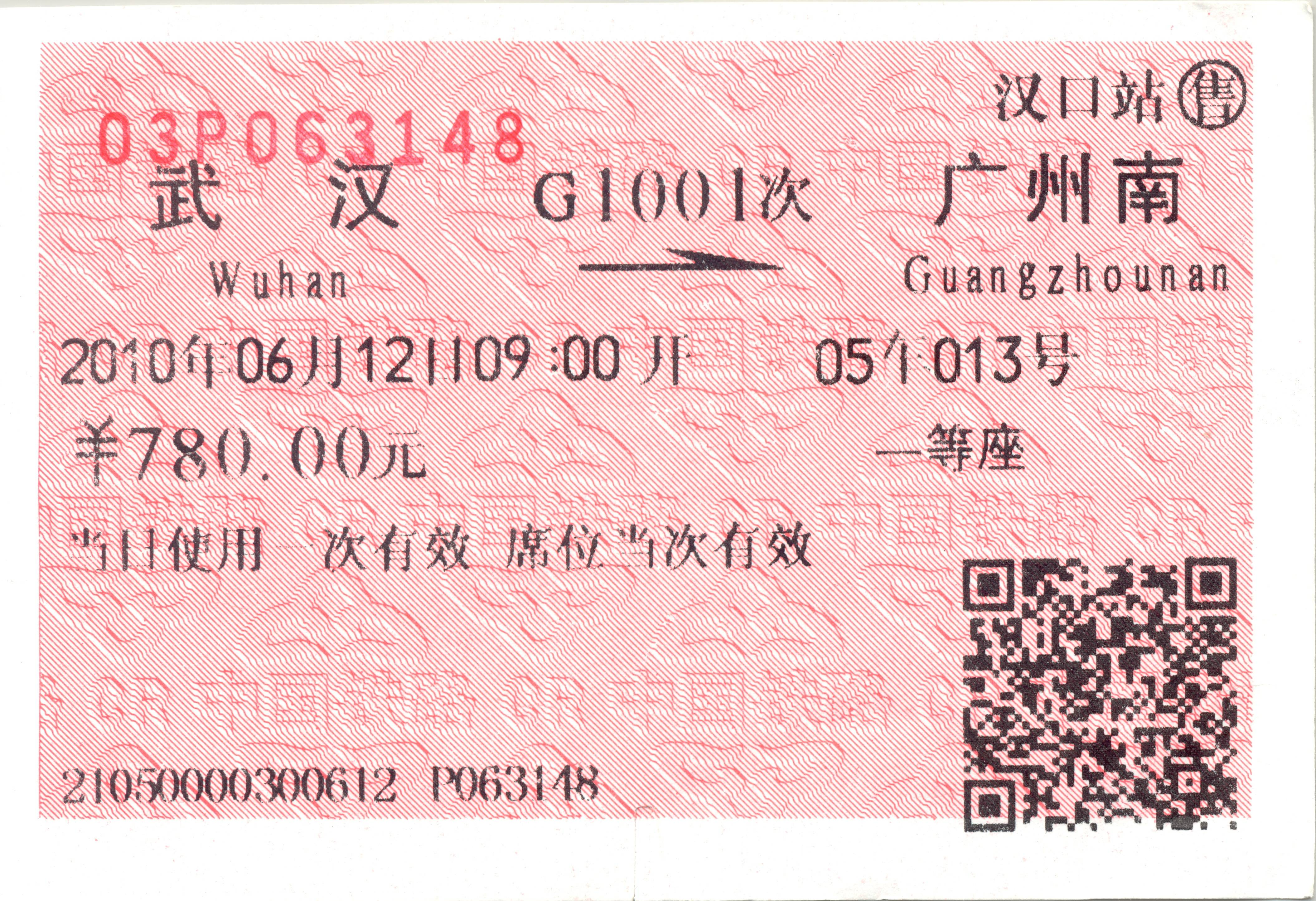
2009年12月10日起售的带有二维码的软纸车票
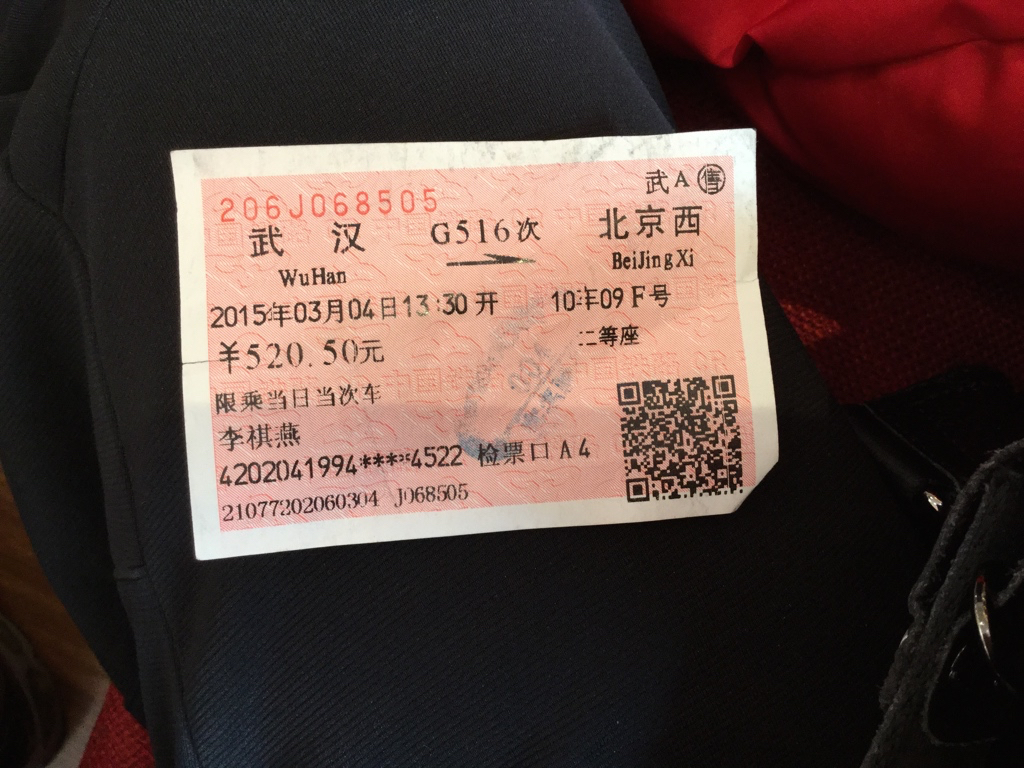
2012年火车票实名制后的软纸车票
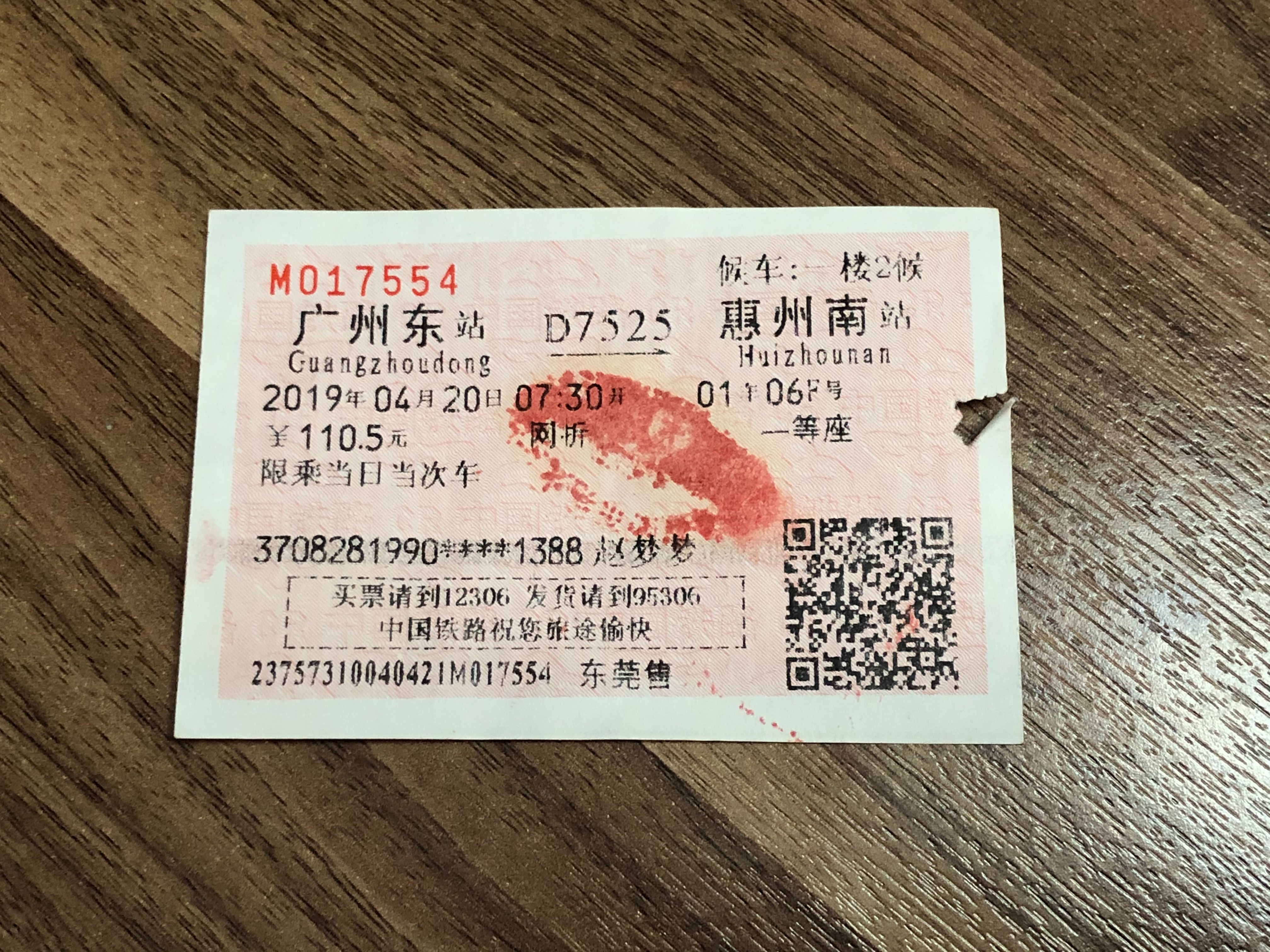
2015年重新设计后的软纸车票

- 计算机磁介质车票: 磁介质车票是为了配合自动检票机使用，利用磁介质存储乘车日期、车次等信息的一种车票[9]。2007年4月18日，中国铁路首次开行动车组列车，铁道部在部分动车组开行相对集中的地区实施自动售检票系统并于6月21日在杭州站开始试运行，首次向旅客发售磁介质车票——沪宁杭自动售检票项目车票[16]。随后，南京站、上海站、上海南站也陆续开始试运行该系统。7月1日，该系统在上述四站正式启用，并向旅客发售全路的磁介质车票[16]。沪宁杭自动售检票项目车票的底色为粉红色，四角为弧形，背景图案为一列动车组列车（车型为CRH2A）从右向左快速行驶的画面。2008年8月1日，京津城际铁路开通运营，并正式使用磁介质车票[12]，此后底色改为浅蓝色。此种车票采用“一次性纸质背面全涂磁热敏打印磁票”[16],可在车站的自助检票闸机上使用，提高了检票速度和准确率[14][15]。随着电子客票的普及，磁介质车票的需求逐渐降低，票纸生产线已于2020年6月停产。[17]

沪宁杭自动售检票项目车票
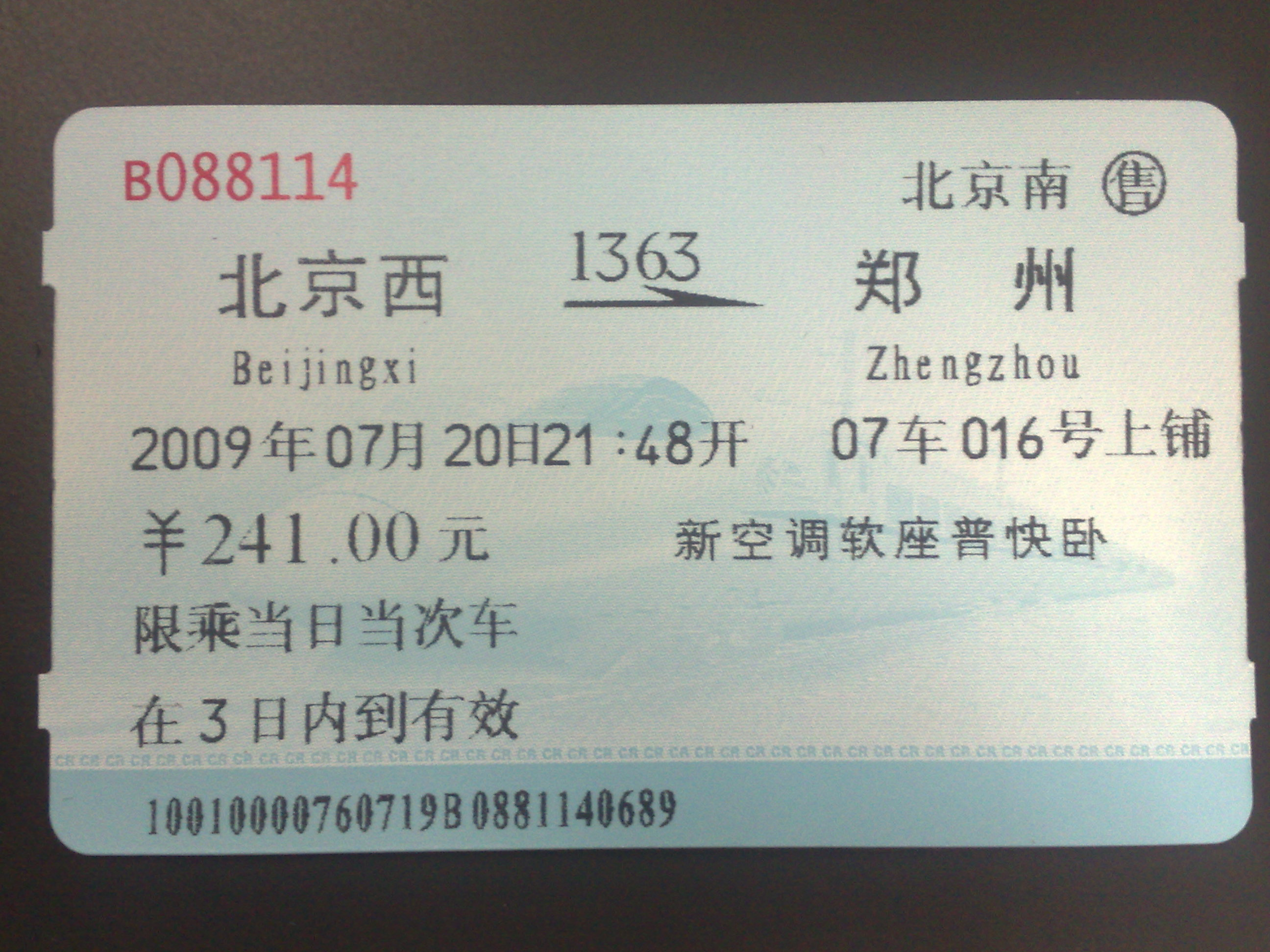
2008年8月正式启用后的磁介质车票
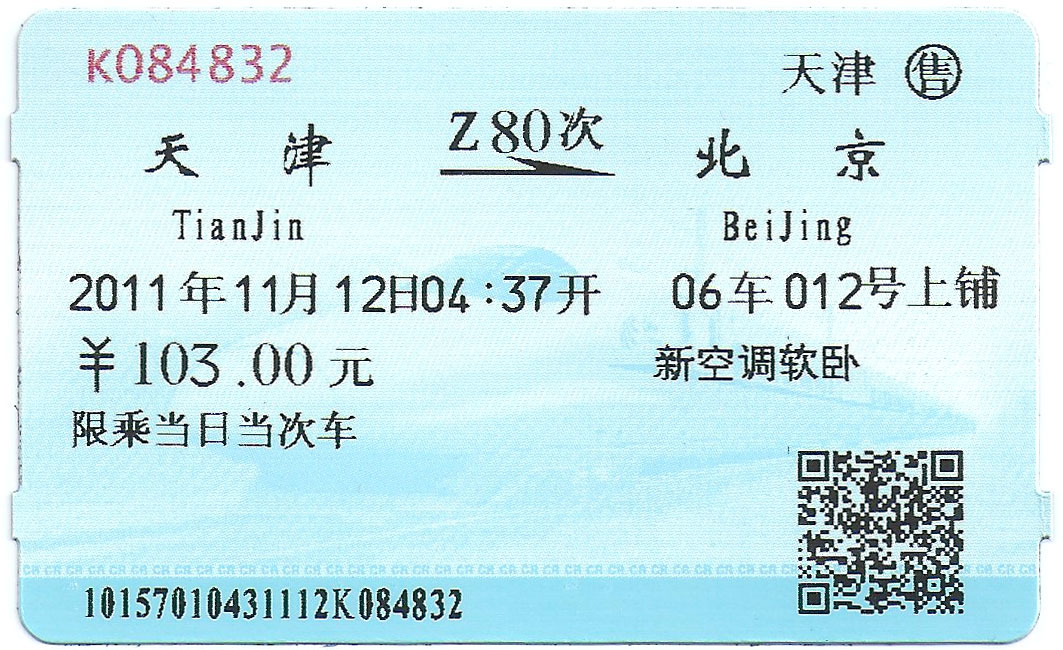
2009年12月10日起售的带有二维码的磁介质车票
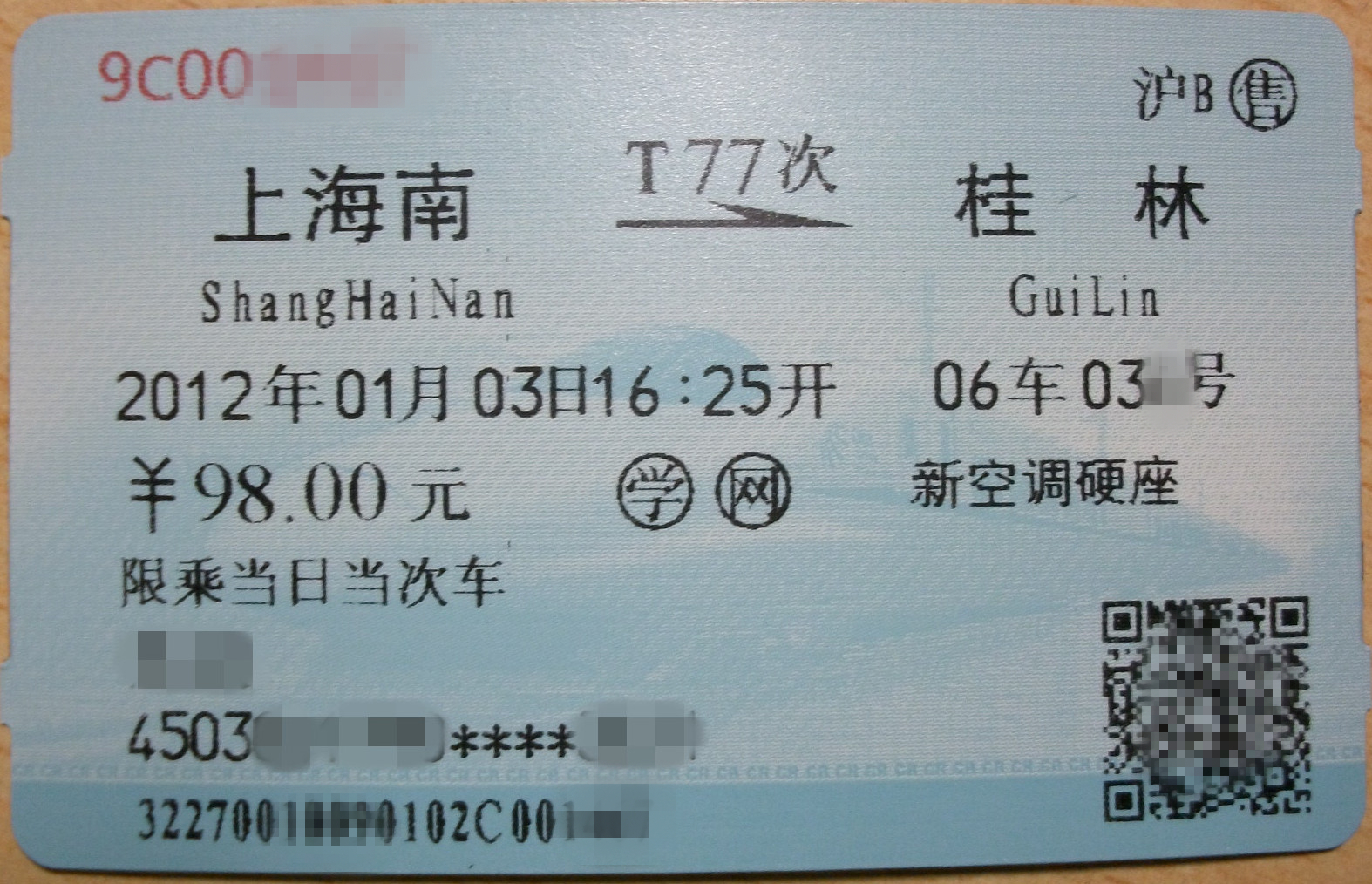
2012年火车票实名制后的磁介质车票
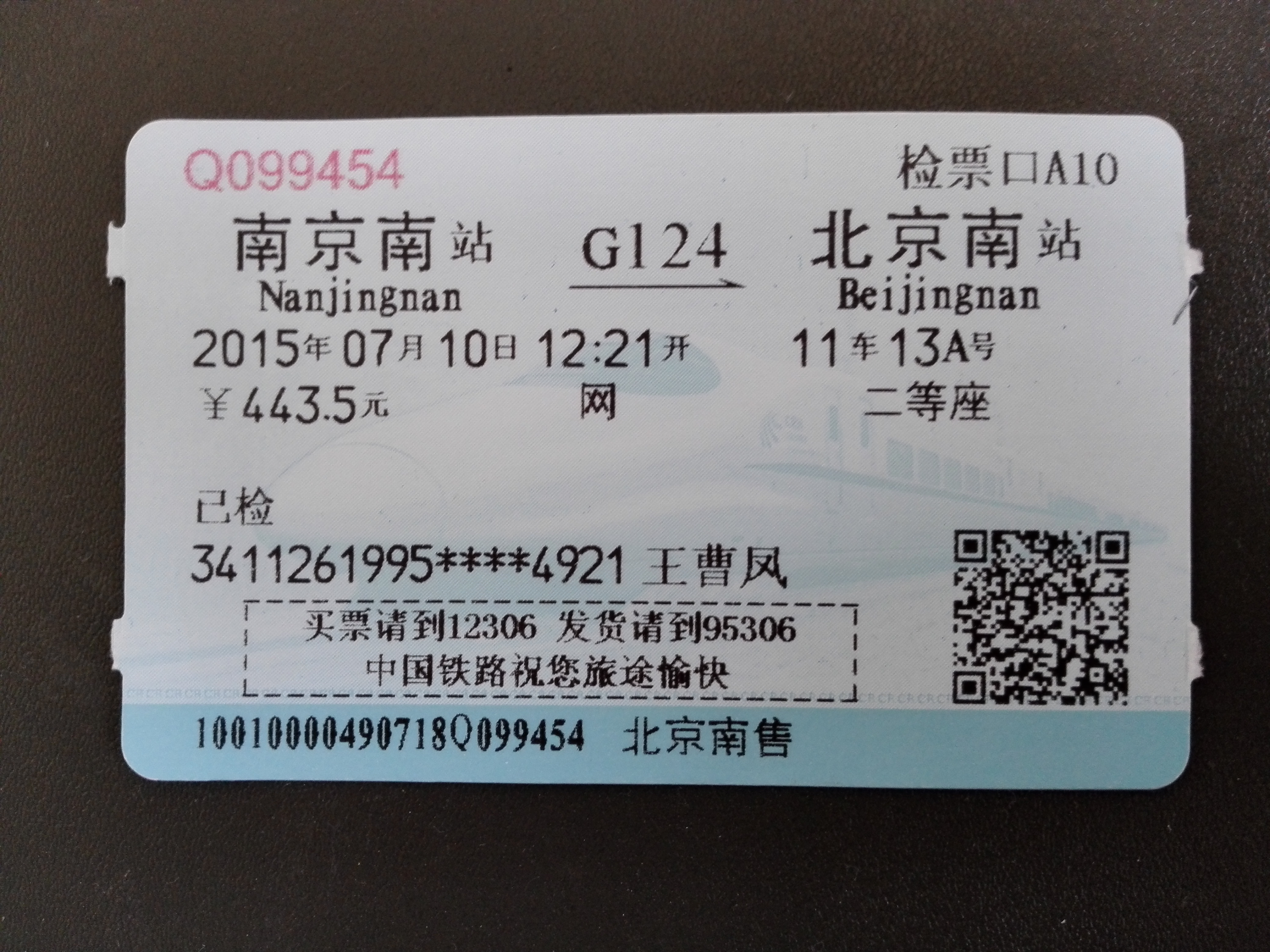
2015年重新设计后的磁介质车票版式
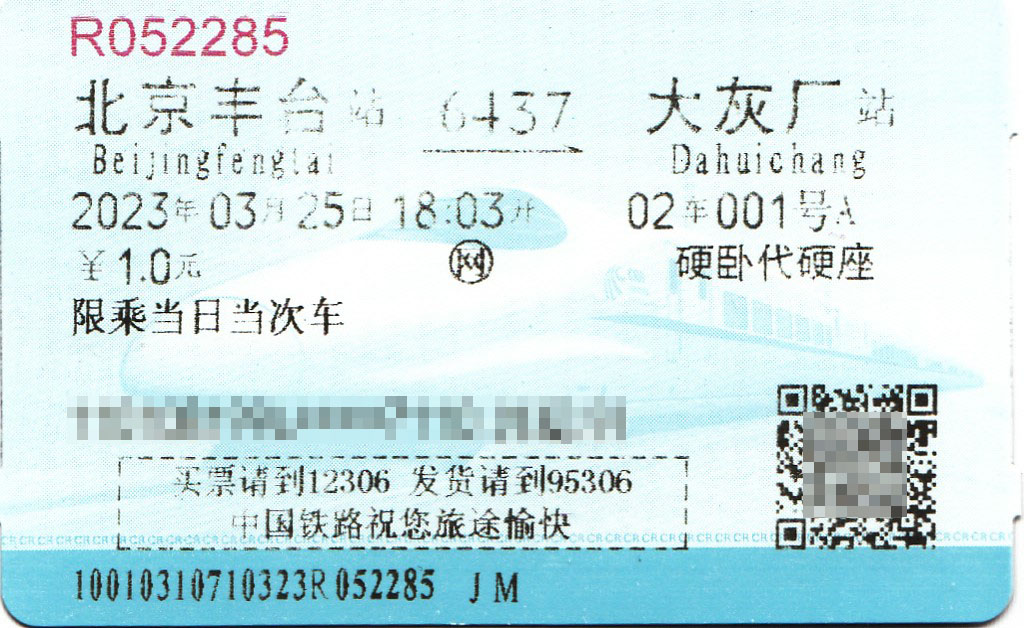
2022年下半年开始，报销凭证票面不再标注发售站名称，但票号前五位仍然为发售站的TMIS代码

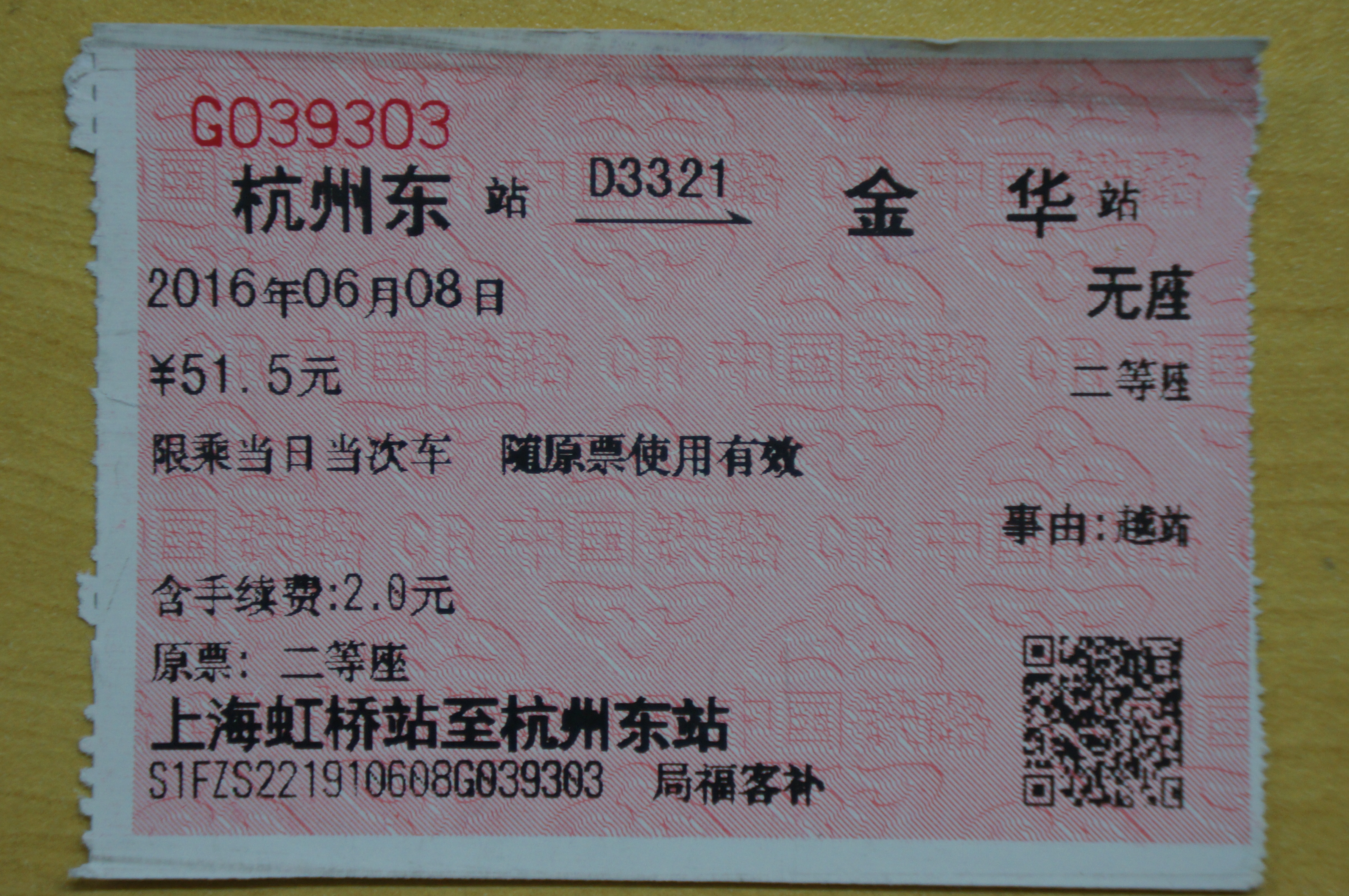
一张列车移动补票机出具的车补票

- 列车移动补票: 一张列车移动补票机出具的车补票车补票是旅客在列车上补交票款后列车长使用列车移动补票机打印的车票。车补票底色为淡粉色，通过热敏技术打印，从而取代过去的人工计算、手工填写代用票的补票方式。目前车补票也被电子车补票大量取代，仅少数列车可使用现金补交票款后打印车补票。

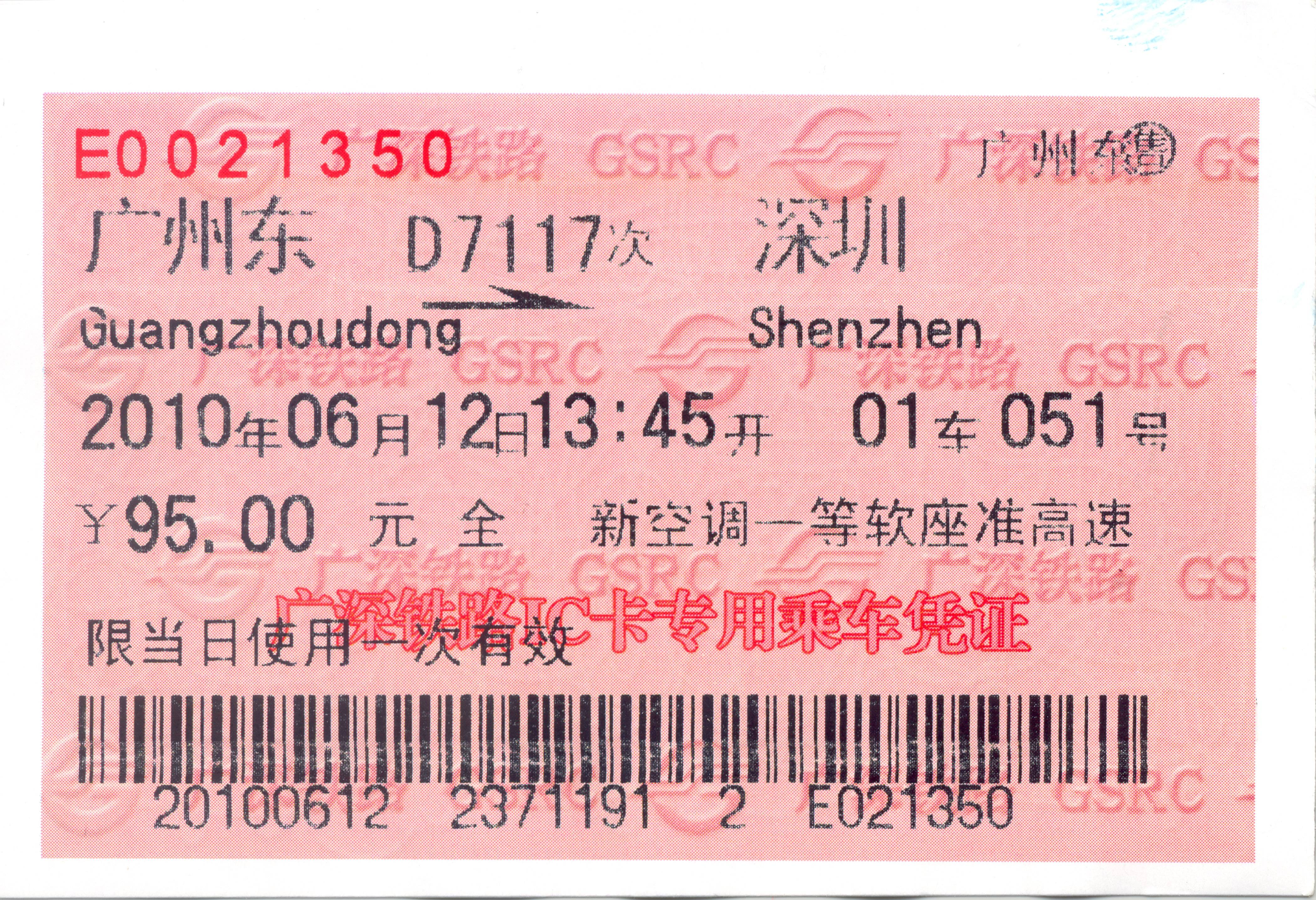
广深动车组列车車票(具非接觸式IC晶片的紅票/軟紙票)

- 广深铁路IC卡专用乘车凭证: 广深动车组列车車票(具非接觸式IC晶片的紅票/軟紙票)广深动车组列车在2005年至2011年间，使用一种特殊的软纸式车票：车票内嵌有非接触式IC芯片，以实现自助检票[18]，因此不能视为传统意义上的红票。

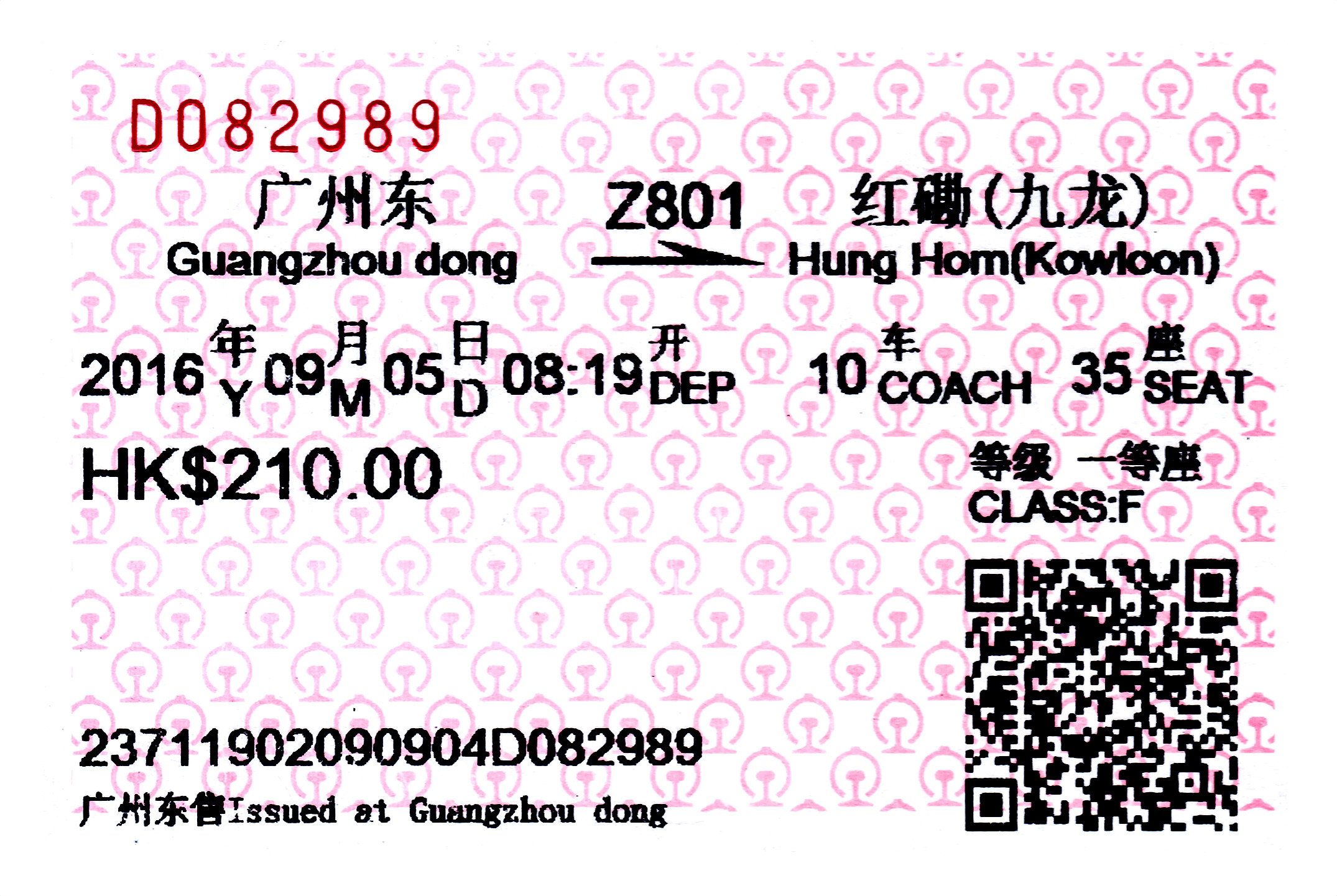
中国内地发出之广九直通车车票

- 广九直通车车票: 中国内地发出之广九直通车车票广九直通车在1990年代至2016年间采用九铁自行设计的卡式车票，与内地车票完全不同；2016年以后改版为形似2015版国铁车票的软纸票，所有信息都为中英双语对照，广州东站售出车票汉字为简体，背景为粉色国铁路徽；香港方面售出车票汉字为繁体，背景为蓝色港铁徽记。内地其他车站印刷的内地与香港直通车车票则与同期其他车票版式完全相同，红磡站先是被标记为“九龙站”（英文标为：Jiulong），后于2019年起被标记为“香港红磡站”（英文标为：HongKongHungHom）。

### 电子客票

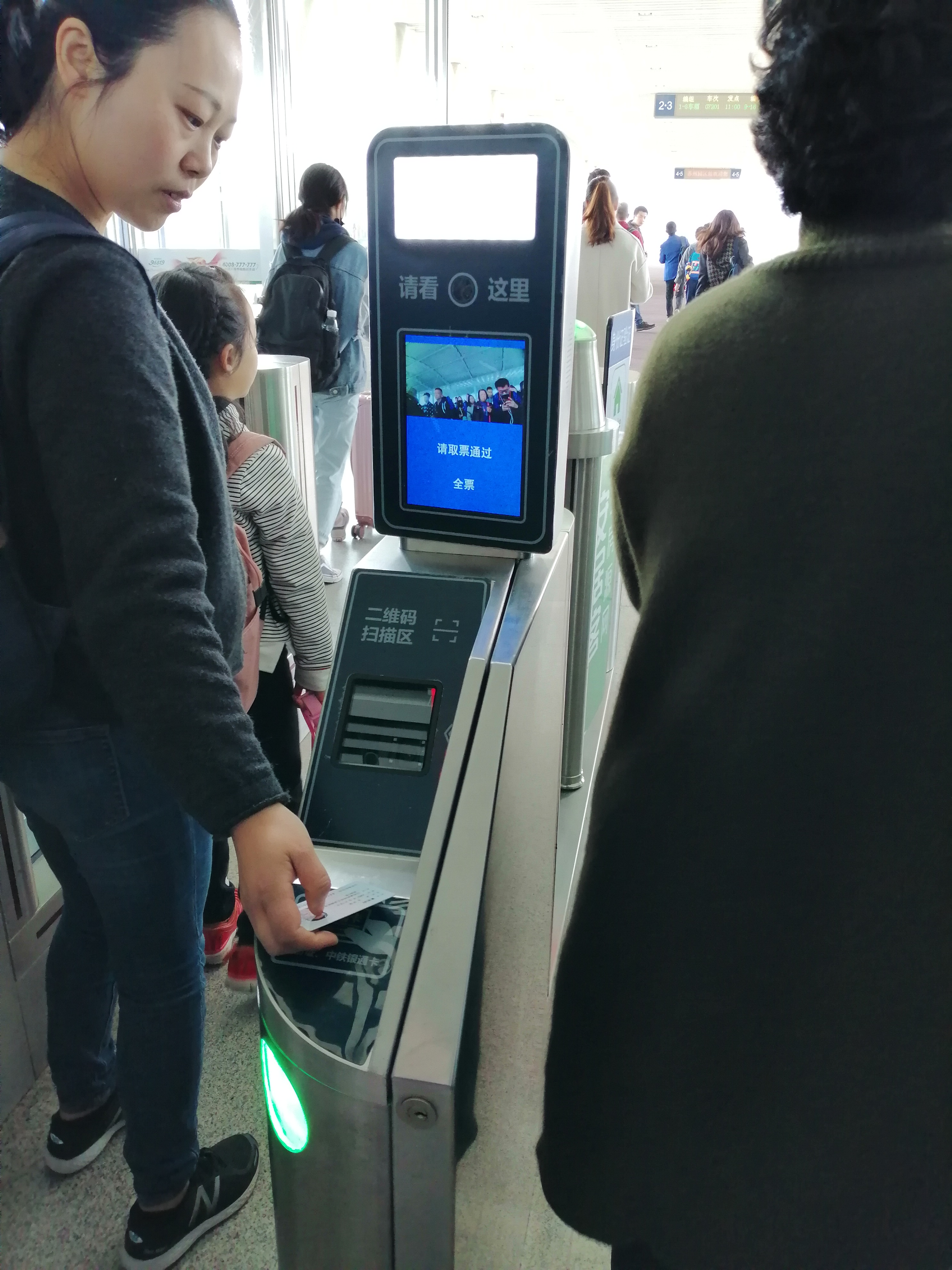
一名乘客正在刷身份证通过更新后的苏州园区站进站闸机，该闸机亦配有二维码扫描区，可供乘客扫描二维码进站

2011年6月，京津城际铁路、京沪高速铁路实行刷二代身份证进站乘车服务，乘客通过中国铁路客户服务中心（12306）使用二代身份证购票后，即可在闸机上刷证直接进出站。此后，刷身份证进站乘车服务逐步在更多的动车组车次实行。
2018年11月22日起，海南环岛高铁（海南东环铁路、海南西环高速铁路）全线实行电子客票服务试点，实现乘车凭证全面无纸化和多样化，报销凭证逐步电子化。铁路部门将根据试点情况，进一步完善电子客票服务方案，逐步在全路高铁及动车停靠的车站、普速列车停靠站推广。2019年7月27日起，沪宁城际铁路（限上海站至南京站区段）、成渝客运专线、广珠城际铁路、深湛铁路（限广州南站至湛江西站区段）以及昆明至大理至丽江（经广昆铁路、广大铁路）开展电子客票应用试点，试点于2019年11月扩大到京沪高速线、日兰高速线日曲段等线路。2020年4月29日，中国大陆高铁和城际铁路电子客票全部启用电子客票。而普速列车则自6月20日起全面实施电子客票。惟部分实行公交化开行售票的市域列车则保留既有售票形式。然而电子客票被指并未简化乘车流程，因国铁集团和各企事业单位认定的可供报销的铁路运输凭证仍然仅为传统的纸质铁路车票，而购票时不再直接提供该报销凭证，导致改用电子客票后的乘车流程因报销凭证和购票信息单需分开打印，给有相应需求的旅客增加不便。后国铁集团于2024年11月1日起，提供全面数字化的电子发票，旅客可在实际乘车到站后，登录本人铁路12306账户申请开具电子发票。纸质报销凭证与电子发票共存的过渡期一直至2025年9月30日。

### 铁路乘车卡
铁路乘车卡是使用磁条或集成电路芯片等技术、通过自动检票机录旅客乘车信息的卡片式乘车凭证，可由铁路自行发行，也可采用其他企业发行的卡式支付工具。旅客在使用铁路乘车卡乘车时应使用预留的席位或空余席位。
- 京津城际铁路快通卡

2009年3月7日，京津城际铁路快通卡在北京南站首次发行，持卡旅客在闸机上刷卡即可完成购票。该卡分为金卡和普通卡，普通卡面值1000元，金卡面值3000元，并可充值，有效期为2年。使用该卡乘车没有优惠，且不能享受学生、伤残军人等减价票价。2012年7月21日，京津城际快通卡停用，由中铁银通卡取代。
- 广深铁路牡丹信用卡

2009年2月20日，工商银行深圳市分行与广深铁路股份有限公司共同推出广深铁路牡丹信用卡。该卡除乘坐广深铁路“和谐号”动车组外还具备金融支付功能。在使用该卡乘坐广深铁路“和谐号”动车组时可直接刷卡乘车，无需单独购票，以满足旅客即到即走的需求。出站时再次刷卡，铁路通过银行扣取乘车区间的票款。
- 广深铁路快通卡

2009年3月20日，广深铁路在广深城际列车推出“广深铁路快通卡”，售价及储值额均为500元人民币。该卡不仅能用于乘坐广深线列车，且能兼容穗深莞三市交通卡的所有功能。2011年6月1日起，随着全国铁路车票推行实名制，储值卡“广深铁路快通卡”因不符合实名制要求而被取消。
- 中铁银通卡

中铁银通卡是中铁银通支付有限公司推出的一种预付费卡，该卡可在中国大陆的铁路系统部分线路中使用，旅客持该卡可在铁路客运车站及代售点售票窗口、铁路客运车站自助售票机和中国铁路客户服务中心（12306网站）购票，此外，持该卡的旅客，亦可在铁路部门指定的区段及车站内直接刷卡进站乘车，其使用方法与交通卡（公交卡）相近。2012年7月21日，由铁路部门与中国银行联合发行的中铁银通卡可在京津城际铁路上使用，取代“京津城际快通卡”的地位，此后该卡可以在铁路部门指定的其他区段直接刷卡进站使用。
- 京津城际同城优惠卡

京津城际同城优惠卡是由中铁银通支付有限公司发行的铁路乘车卡，卡面及芯片中均存有实名制信息，持卡旅客可在京津城际部分区间往返使用。同中铁银通卡，京津城际同城优惠卡分为金卡和银卡，金卡按一等座票价扣款，银卡按二等座票价扣款。旅客在充值一定的额度时可享受9.5折至8.5折不等的折扣。
- 铁路e卡通

铁路e卡通是由中铁银通支付有限公司于2018年发行的新一代实名制电子卡片产品，不配发实体卡片，客户可通过线上渠道完成“铁路e卡通”的申请与开通。乘车时，乘客可以直接通过扫描二维码乘车，无需提前购票。
- 银联闪付

2018年2月1日起，广深和谐号开通银联闪付卡、银联手机闪付过闸乘车服务。乘坐广深和谐号的旅客可在沿线车站办理实名注册，即可以刷卡、刷手机（包括Apple Pay，Samsung Pay，HCE等平台）的形式乘坐列车。
- 广深城际通

2019年1月21日起，广深和谐号开通支付宝扫码乘车服务。旅客可使用支付宝客户端的“广深城际扫码通”小程序，根据提示刷脸完成身份认证即可开通使用。用支付宝乘车后，可以在相关设备上打印凭证。
- 北京市政交通一卡通

2011年7月1日，北京市郊铁路S2线启用北京市政交通一卡通付费，进出站均需刷卡。
- 北京市郊铁路一卡通

北京市郊铁路一卡通是随北京市郊铁路S1、S5线开通而启用的铁路乘车卡，依照交通运输部互联互通标准制作发行，卡面印有实名制信息，可直接用于乘坐北京市郊铁路的列车。
- 羊城通

羊城通是广东省广州市发行并使用的公交储值卡，可用于乘坐广东城际辖下线路的动车组列车。但使用前需进行实名核验，使用时亦需进行人脸核验。此外交通联合卡、岭南通、广州地铁APP乘车码亦可在广东城际辖下线路使用。

## 票面版式与制票机

### 票面信息
中国大陆地区的铁路车票，国内与国际列车版式完全不同。

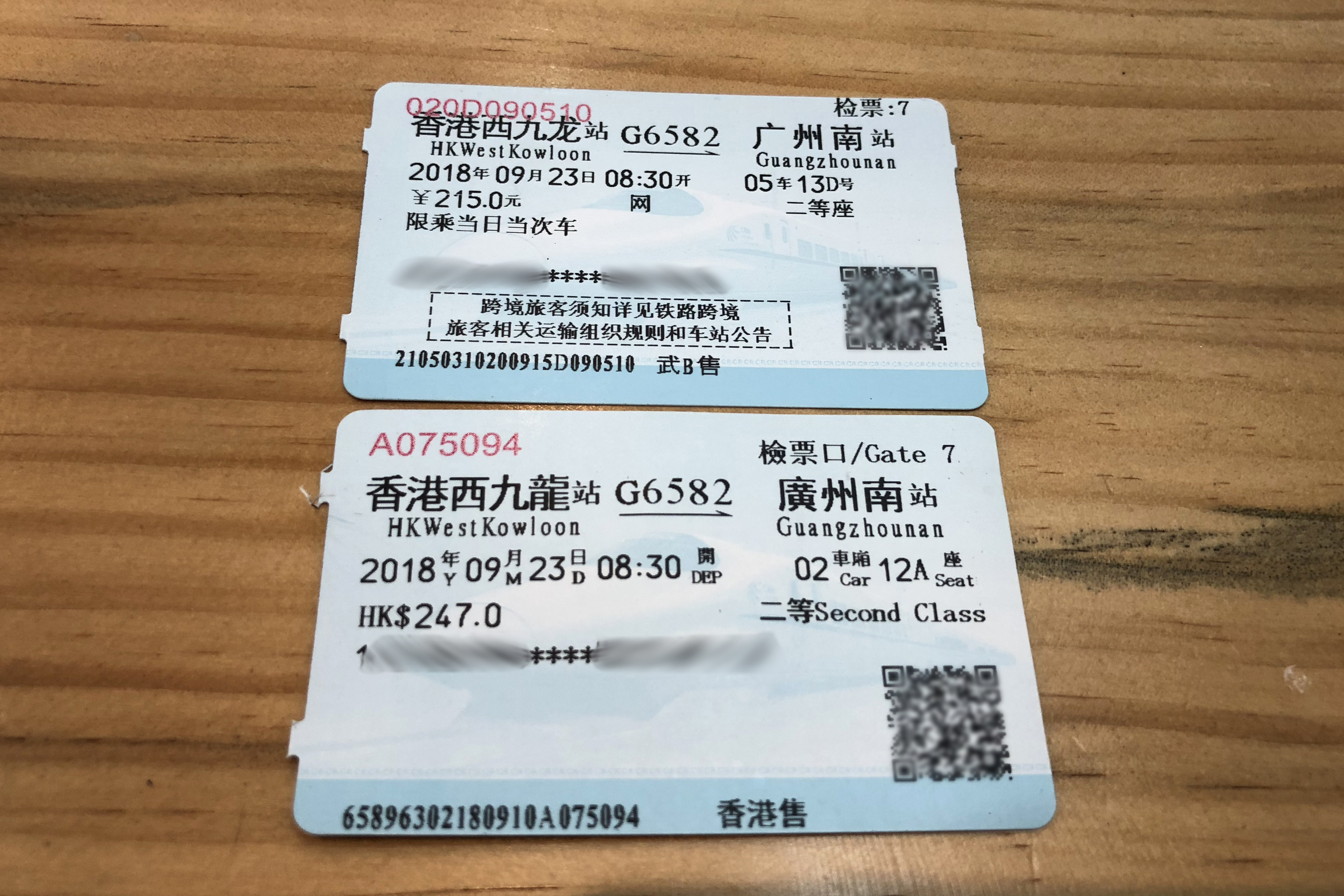
内地车站（上）和香港西九龙站（下）发售的广深港高速铁路跨境车票

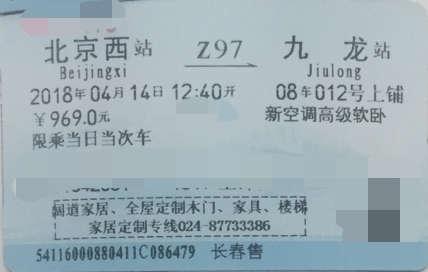
2016年起出现的带有商业广告信息的车票

根据现行规定，中国大陆境内的铁路客运车票正面必须载明以下内容：
- 出票地点：标示于车票最下方21位售票码的右边，代表出票的车站或代售点所属车站。2022年下半年已取消。
- 发站和到站站名：除了以中文显示，下方附有站名的汉语拼音或英文，并以小号字标注“站”字。
- 车次：参见中国铁路列车车次。
- 运行径路（仅限通票）：标示于发站站名下方，代表列车的运行经由和运价里程接算车站。2023年起通票业务取消。
- 通票等级（仅限通票）：标示于到站站名下方，以“普客/普快/特快到<到站>”方式表示，代表通票等级。2023年起通票业务取消。
- 乘车日期及发车时间：時間為北京時間，以24小时制表示。
- 车厢号及座号或卧铺号：以“XX车XXX号”方式表示，部分城际铁路（采用CRH6型）则标注不对号入座。
- 票价及票种、票价优惠简称（学生票标注「学」，儿童票标注「孩」，优惠票标注「惠」，积分兑换票标注「赠」）。
- 列车等级，及座席或卧席等级：参见旅客列车等级及车次。
- 乘车人证件号码和姓名：并排标注，先标注乘车人使用的证件号码（为保护隐私，若使用身份证购票，则其中表示出生日期的第11位至第14位数字用*代替；若使用护照、回乡证、台胞证等不可识读证件购票，则其中最后两位数字或字母用*代替）；证件号码后标注乘车人姓名，依证件上所使用语言，分情况标注简体中文或英文姓名。
- 纸质报销凭证标注“报销凭证 遗失不补 退票改签时需交回车站”字样（旧为“买票请到12306 发货请到95306 中国铁路祝您旅途愉快”，电子发票仍标注「买票请到12306 发货请到95306 中国铁路祝您旅途愉快」；往返香港西九龙站车票的报销凭证：若在香港打印香港出售的车票会标注“祝大家旅途愉快”，若在内地打印则同为纸质报销凭证字样；过海列车的票面上会标注“温馨提示：本次列车途经琼州海峡，特殊季节遇台风等恶劣天气，轮渡可能停航，敬请关注天气预报”；部分出票地点打印的车票曾标注广告[39]，后报销凭证票面全部取消社会企业广告标注，部分铁路局集团仍会标注本公司的广告；乘车日期为部分节日的车票则会标注祝福语[40]）
- 车票原则上限乘当日当次车，中途下车前程失效，运输合同即行终止。

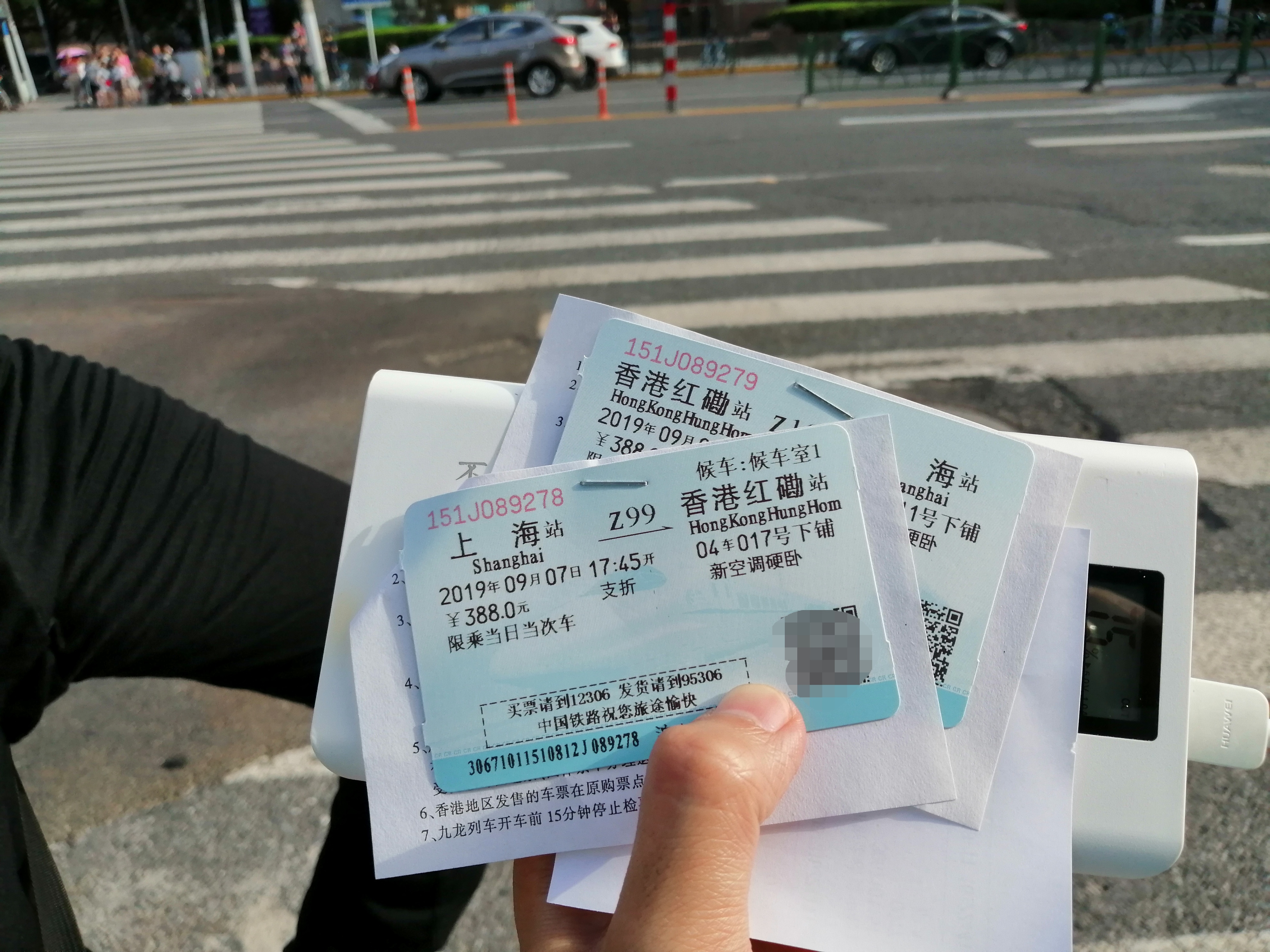
Z99/100次列车车票，注明“支”和“折”字样。

部分列车车票会注明票种或支付方式简称，如未注明则代表该车票由车站售票窗口、自助售票机（或代售点）售出，且使用现金或非特定银行卡支付票款的全价票。2019年10月起，所有注明票种或支付方式简称改为加圈注明。以下为各车票出现的票种或支付方式简称：
- 孩：表示该票为儿童票（适用于年龄6-13周岁的儿童，半价票）。
- 学：表示该票为学生票（详见“学生票”一节的介绍）。
- 惠：表示该票为折扣票（原为“折”字）。
- 网：表示该票由12306网站或客户端售出。
- 支：表示该票由车站售票窗口、自助售票机（或代售点）售出，且使用支付宝支付票款。
- 微：表示该票由车站售票窗口、自助售票机（或代售点）售出，且使用微信支付支付票款。
- 赠：表示该票为积分兑换的赠票（详见“铁路畅行常旅客计划积分兑换车票”一节的介绍），或参与12306问卷调查抽奖赠送的赠票（目前积分兑换车票不可打印报销凭证，「赠」字实际上已不会再出现在票面）。
- 工、农、中、建、交：表示该票由车站售票窗口、自助售票机（或代售点）售出，且使用中国工商银行、中国农业银行、中国银行、中国建设银行、交通银行银行卡支付票款。

为提高火车票的防伪性能，铁道部决定自2009年12月10日起，采用票面样式经过重新设计的车票（包括纸质和磁卡车票）。新版车票的最大特点是原来在车票下方的防伪条码换成二维图案。中国铁路的车票版式于2015年6月25日再次发生变动，并于8月1日全部替代旧有版式。
中国大陆境内发往香港特区的直通車车票，与其他国内车票版式不同。为普通车票加卧铺对号条形式的纸质车票。

### 票纸底纹
- 路徽五星底纹
- “中国铁路”底纹
- “广深铁路”底纹
- 动车组列车+箭头底纹
- 动车组列车底纹
- 上海世博会·中国铁路馆底纹
- 清河站在2022年冬季奥林匹克运动会期间使用冬奥主题票纸共5种

## 购票方式
在12306网站上线前，旅客通常需要前往车站购票窗口和代售点购买车票。随着自动售票机和网络售票的普及，绝大多数旅客开始通过网络售票，而车站购票窗口和代售点的排队情况也得到了缓解。据相关部门统计，2018年春运售出的3.5亿张车票中，通过12306平台销售的达2.8亿张。
从2011年6月1日起，全国所有铁路列车实行购票实名制。乘客需携带有效身份证件方可购票，有效证件包括：居民身份证、按规定可使用的有效护照、回鄉證、港澳通行证、台胞證、港澳台居民居住证等。

### 代售点购、取票

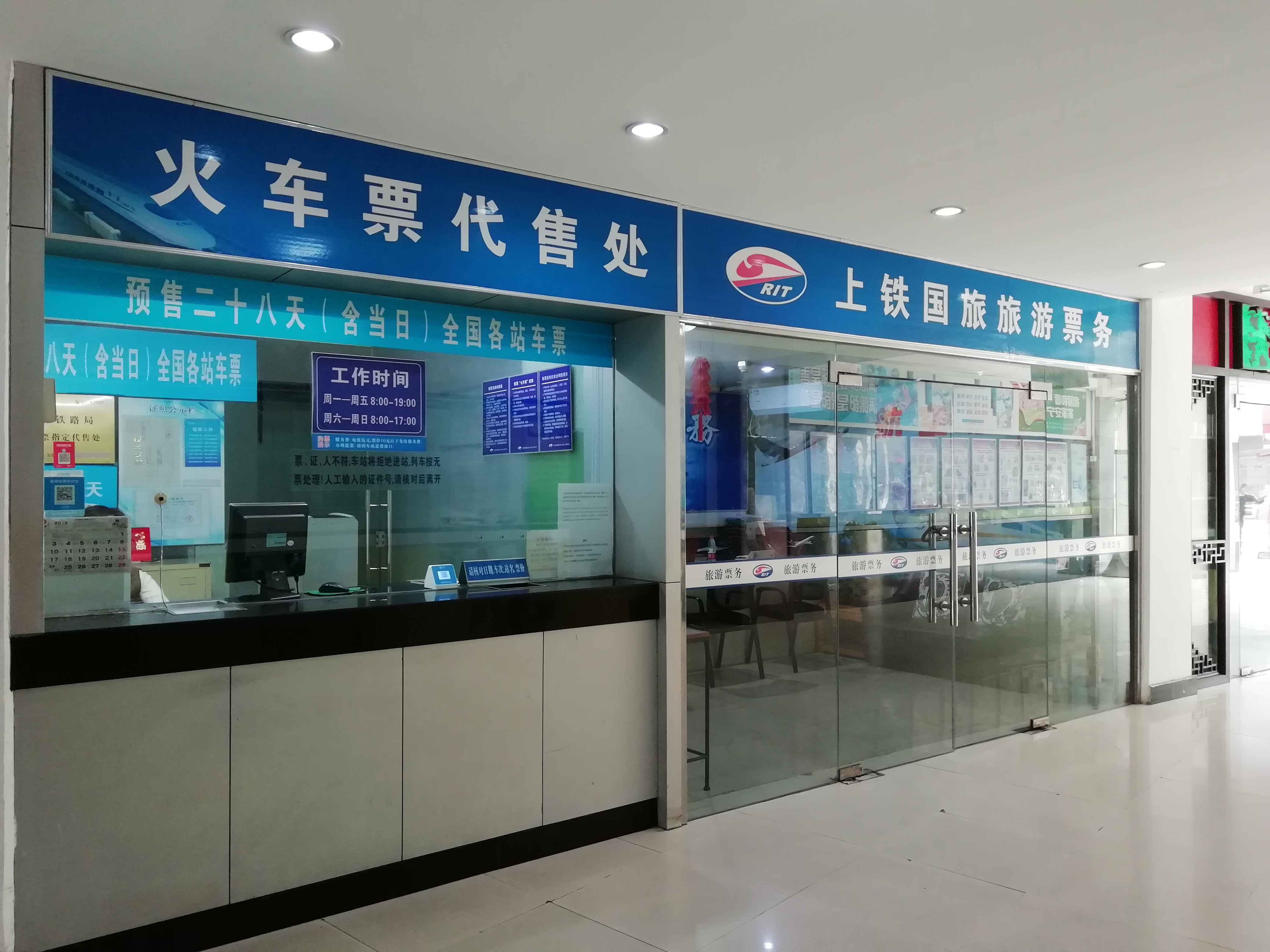
一家位于苏州工业园区的火车票代售点

旅客可在铁路集团公司授权的代售点购买或领取车票，惟在代售点购买车票时，需收取最高5元的手续费。在2017年10月前，旅客如在代售点购买异地火车票，还需要加收每张5元的手续费，现已取消。

### 自助票务终端

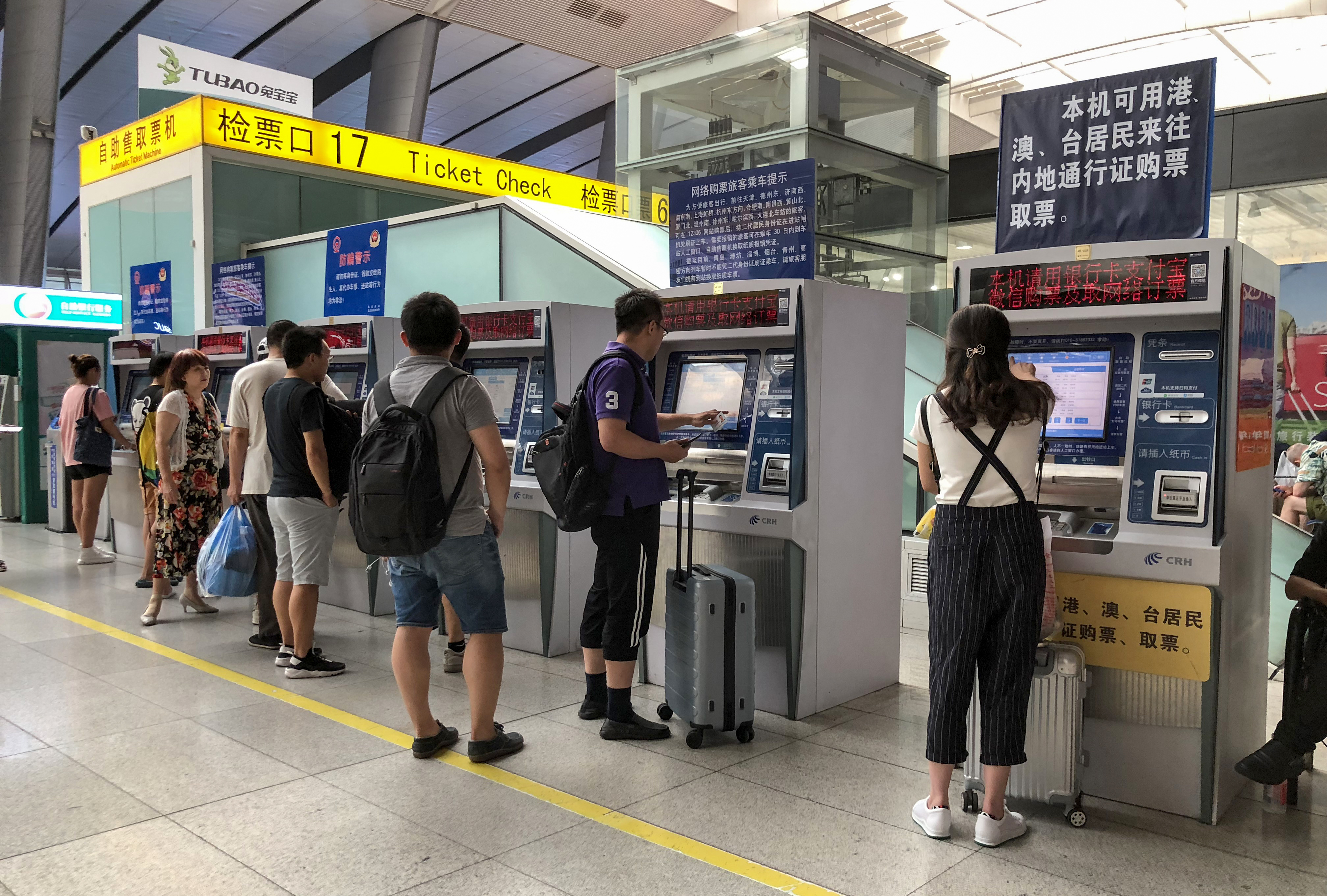
北京南站的自动售票机

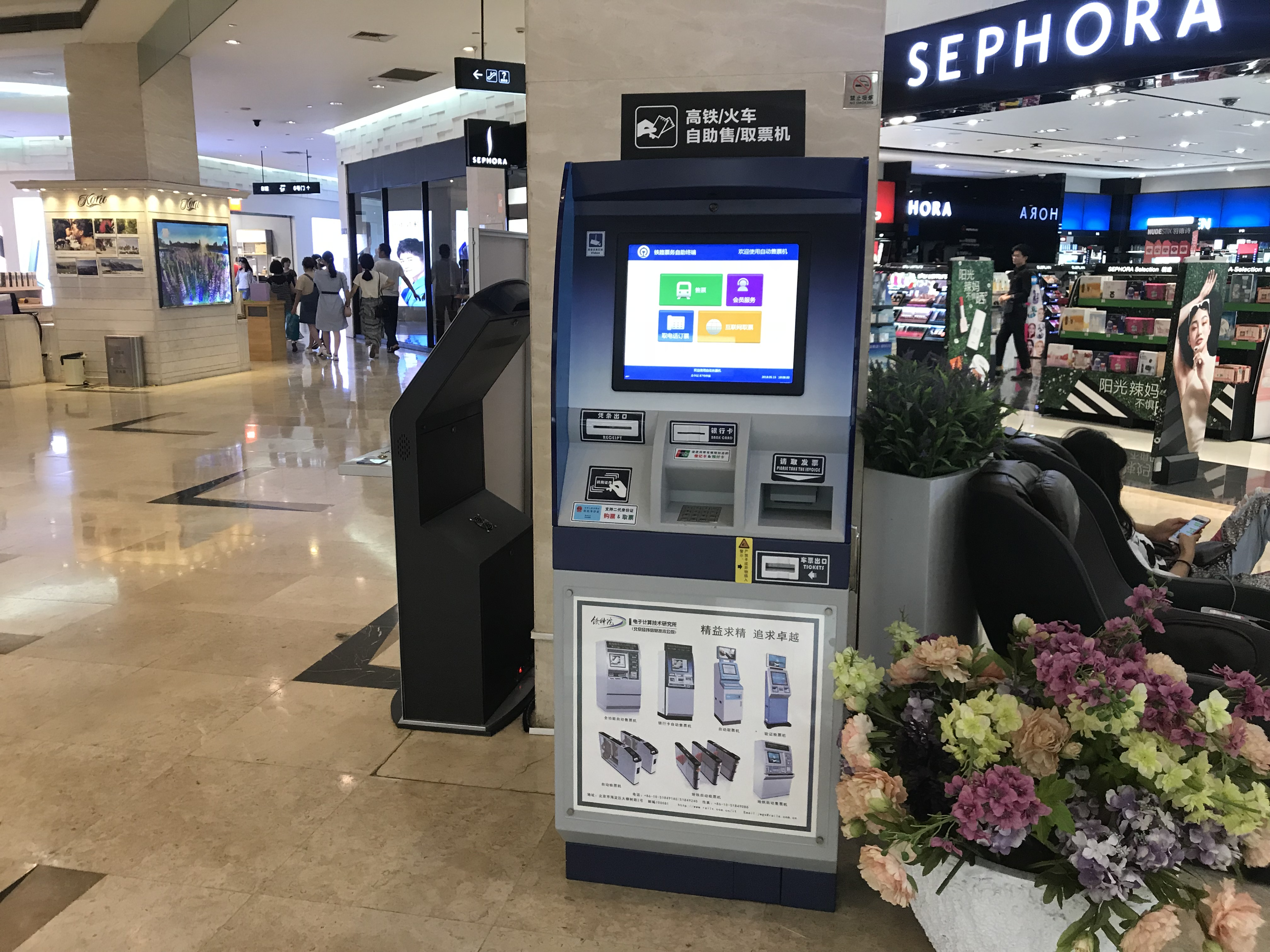
设在金华银泰城的自助票务终端

早在2001年9月18日，南京站启用全国第一台实时查询、预售客票的铁路自助售票机。在实行火车票实名制前，旅客使用自助票务终端无需查验身份证件；但在实行火车票实名制后，火车站售票机设置了身份证的扫描设备，绝大多数的自助票务终端仅可读取中华人民共和国居民身份证。若持其他身份证明文件（如护照、回鄉證、港澳通行证、台胞證）等乘客，需到人工售票窗口购票。在实名制实行之初，广深动车组列车沿线车站的自助票务终端可以使用护照、港澳通行证和回鄉證购票。在此之后，铁路部门逐步扩大加装卡式回乡证和台胞证专用识读设备自动售（取）票机的范围和数量，实现省级城市所在地车站、广东省境内高铁车站、京广、京沪、杭深线所有高铁车站的全覆盖，方便持回乡证和台胞证的旅客购票。截至2018年12月，已有500多个车站的2000多台自动售（取）票机提供该项自助服务。
除火车站外，为了方便旅客就近快速售（取）票，减轻车站售（取）票压力，铁路部门还在校园、超市、社区等区域设立自助票务终端。

### 电话订票
2010年1月1日7时起，上海铁路局率先开通自动语音电话订票系统，在上海市、安徽省、江苏省、浙江省（三省一市）的民众可直接拨打95105105预订上海铁路局管内各站至全国各地车票。旅客只需根据语音提示即可完成预订手续，在预订成功后，电话语音会播放订票单号，旅客需将此号码准确记录下来，凭该号码到指定取票点支付所订车票费用。此后，北京铁路局（2011年6月25日起）、广铁集团（另有96020088号码）、太原铁路局（2011年8月3日起）、沈阳铁路局、哈尔滨铁路局（2011年12月30日起）、济南铁路局（2011年12月30日起）等全国所有铁路局（公司）均开通了电话订票服务。

### 网络售票

#### 官方平台（12306）

##### 历史
- 2011年6月12日，中国铁路率先在京津城际铁路的C字头列车上实现网络售票。
- 2011年6月24日，京沪高速铁路启动售票同时开通G、D字头列车网络售票。
- 2011年9月20日，郑西客运专线、武广客运专线的本线G、D字头列车开通网络售票。
- 2011年9月22日，沪宁高速铁路、沪杭客运专线、广深铁路、海南东环客运专线、成灌铁路、广珠城际铁路的本线G、D字头列车开通网络售票。
- 2011年9月30日，全国所有G、D字头列车实现网络售票。
- 2011年11月20日，所有Z字头列车实现网络售票。
- 2011年12月10日，所有T字头列车实现网络售票。
- 2011年12月13日，K1-K500次列车实现网络售票。
- 2011年12月16日，K501-K7000次列车实现网络售票。
- 2011年12月19日，所有K字头列车实现网络售票。
- 2011年12月21日，1000-5000次普快列车实现网络售票。
- 2011年12月23日，5000-7598次普快和普客列车以及L字头临客、Y字头旅游列车实现网络售票，至此，除不对外售票的旅游专列、职工通勤车、路用小票车外，所有客运列车已实现网络售票（国际列车国际段及部分国内段、赴港直通车不能通过12306网站购票）。
- 2013年11月30日，12306.cn网站（页面存档备份，存于）（中国铁路客户服务中心）增加支付宝支付服务。值得一提的是，经支付宝平台在线支付的车票，如需退票，票款将实时返还。[58]
- 2017年11月23日，增加微信支付服务。
- 2018年12月27日起，12306网站将选取2019年春运能力部分紧张方向列车的长途区段开展候补购票服务试点。先期试点的节前车次包括北京、沪宁杭、广东地区始发，终到川渝地区的所有列车；节后车次则为川渝地区始发，终到北京、沪宁杭、广东地区的所有列车。每位用户可提交1个候补订单，1个订单中可添加发到站相同（可以为同城的不同车站）的2个相邻的乘车日期，每个乘车日期可添加2个不同“车次+席别”的组合需求，每个候补订单可预订3张车票[59]。2019年5月22日起，候补购票服务扩大至全路所有列车[60]。

##### 简介

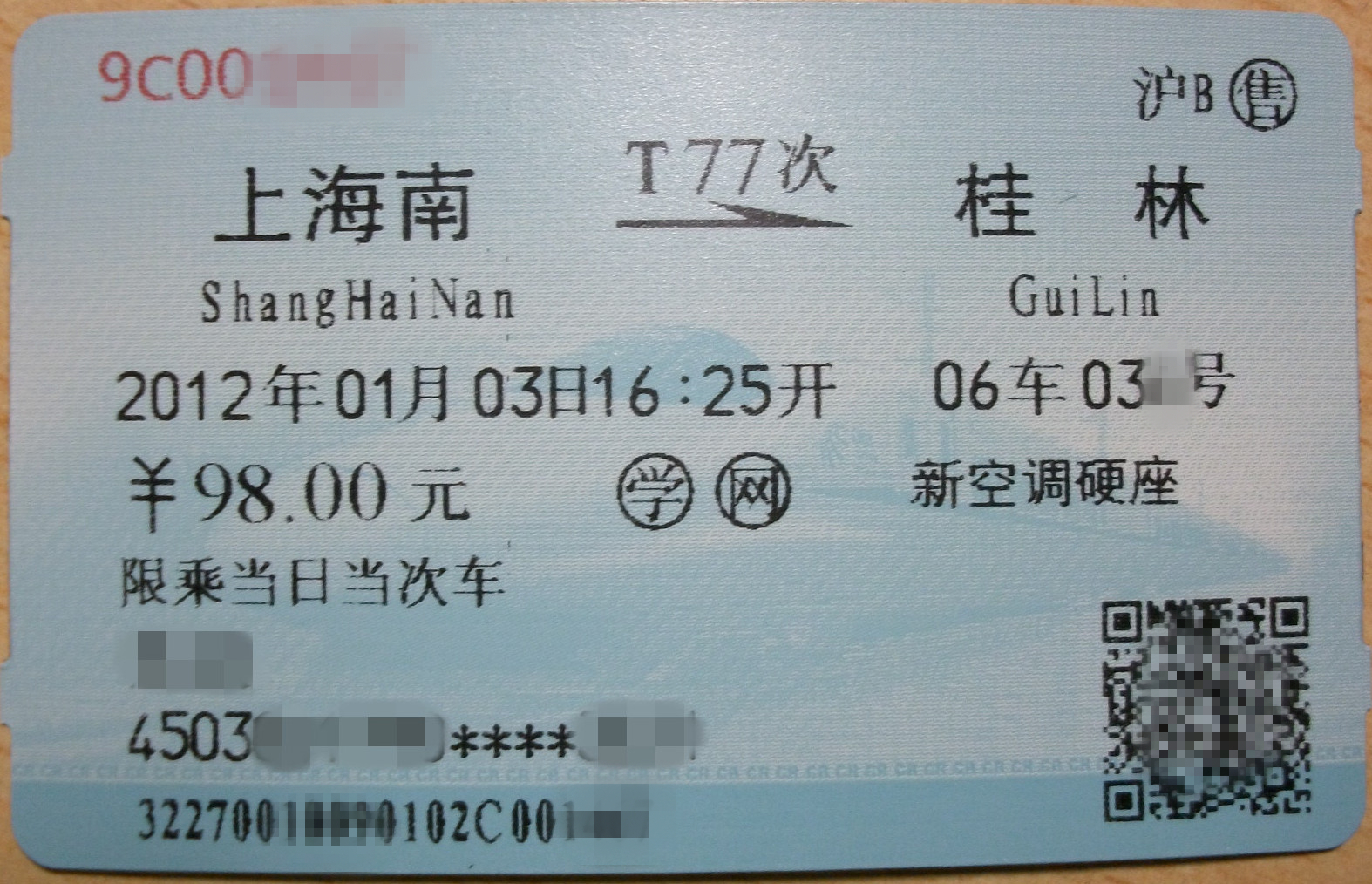
一张在网上购买的学生票

通过中国铁路客户服务中心 (www.12306.cn，含铁路12306手机客户端) 可在线购买预售期内开车时间在2小时以外的列车车票，票款采取网络支付形式，支持大部分中华人民共和国境内银行发行的银行卡，亦可使用支付宝及微信支付付款。其中，乘车人信息如填写二代身份证，且购买的为G、C、D字头列车车票，以及上下车站为指定车站（部分车次不支持，例如往来香港西九龙站的列车不支持刷证乘车），可直接将二代身份证作为乘车凭证通过验票闸机，无需另行换取纸质车票。如需要报销，可先换取纸质车票后再乘车，也可以在乘车后31日内至各售票窗口补打车票，补打的车票有“已检”标记，仅作报销凭证使用。
需要纸质车票的，可在开车前前往车站窗口、代售点、自助票务终端上取票，其中绝大多数的自助票务终端只受理二代证取票。列车开车2小时之外且未换取纸质车票的，可在网站直接办理退票、改签手续，如已换取纸质车票或距开车时间不足两小时的，需要到车站窗口办理。

#### 第三方平台
一些第三方平台（例如携程、途牛、同程旅游等）亦提供铁路售票服务。除可以普通方式购票外，旅客还可通过抢票软件加钱付款，即可抢到在12306网站上显示已售完的车票。对此12306官方表示“从未授权其他网站开展网络售票业务”。另外，部分第三方购票网站还会利用用户登记的个人信息注册账号，并用账号通过添加常用联系人的方式再次购买他人的火车票。2019年1月，12306宣布限制第三方抢票软件。2020年初支付宝和京东平台推出了火车票购买优惠活动。

### 补票

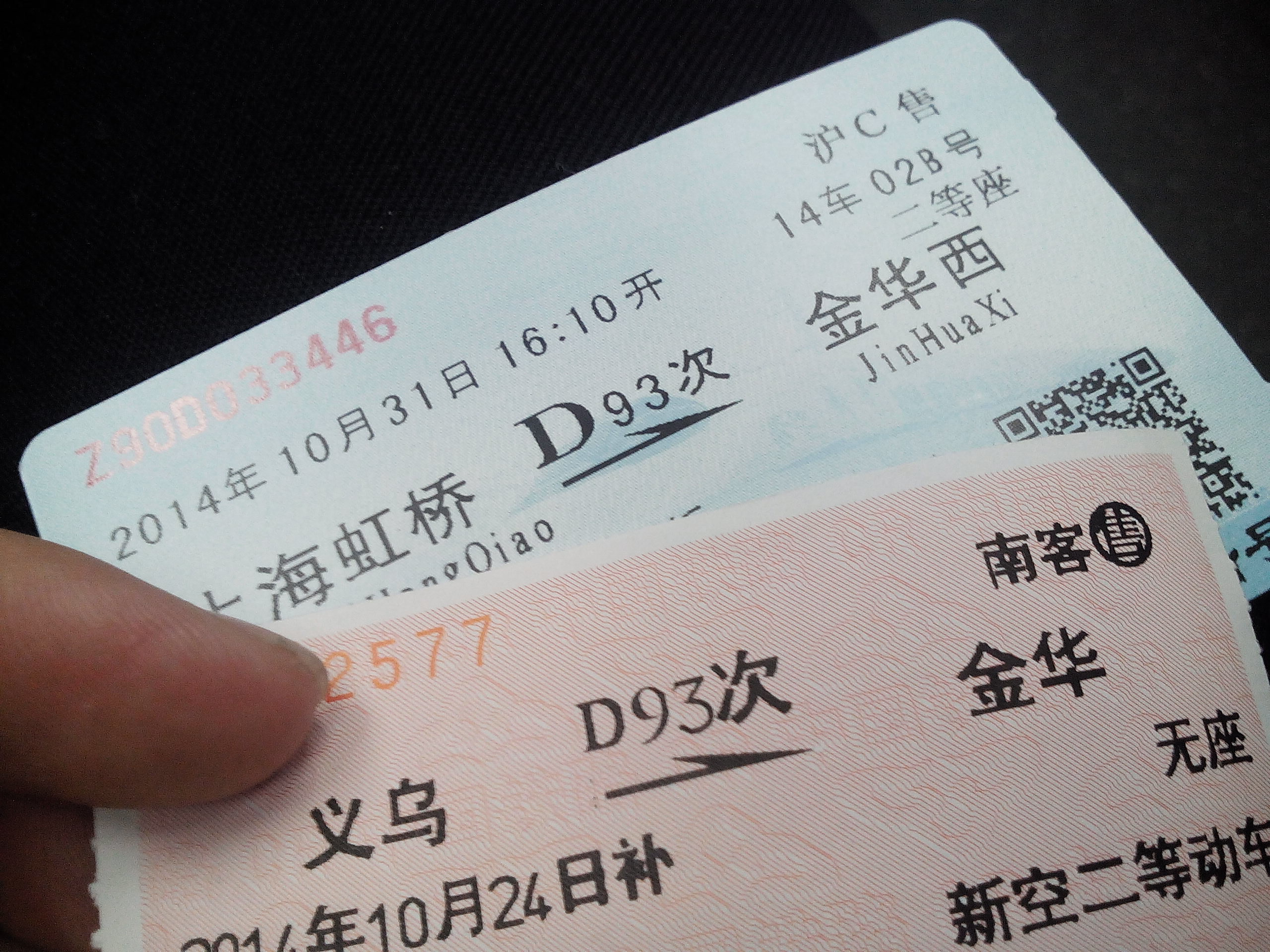
普通蓝色磁介质车票和列车员使用手持补票终端打印的补票（2014年10月）

列车长办公席、车站出站口补票处均可办理此项业务。若补票行为是自发的，则只在应付票额基础上多收2元手续费；若被站车工作人员勒令补票，则视当事列车/车站的不同，有可能会被加罚应付票额的50%并核收手续费。2012年5月起，旅客若遗失车票，可于不晚于票面载明的开车时间前30分钟在车站窗口凭原票乘车人有效身份证件办理车票挂失补办手续，凭再次缴纳票款后得到的新票进站上车，新票票面上注明“挂失补”字样。之后旅客须主动联系所乘列车车长确认席位使用正常并开具客运记录，到站时在列车长陪同下与车站值班员进行站车交接。出站后，旅客凭新票、带有列车长和值班员签字的客运记录、票面乘车人有效身份证件进行退票，全程收取手续费2元。
自2017年1月1日起，铁路部门开始实施新的补票规定。根据新规，如果旅客在检票进站前丢失火车票，需在车票票面发站停止售票前到车站售票厅指定窗口办理挂失补办手续，按原车票车次、席位、票价重新购买一张新车票。旅客上车后，需向列车工作人员声明，经列车核验“挂失补车票”、购票时所使用的有效身份证件原件与乘车人一致，并在到站前确认未发现原车票被他人使用后，可开具客运记录，与“挂失补车票”一并作为退票的凭证。到站后向车站出站口工作人员声明并配合查验，可于24小时内办理退票手续，退回“挂失补车票”票款，不收退票费，仅收取2元手续费。但对于在列车上丢失火车票的旅客，需向列车工作人员声明，经列车查验乘车人、购票时所使用的有效身份证件原件、购票信息一致后，可办理挂失补办手续，不需要缴纳全额票款，仅收取2元手续费，票面标注“车票丢失”字样。到站前核验席位使用正常后，开具客运记录。到站后向车站出站口工作人员声明并配合查验，凭票面标注“车票丢失”字样车票、客运记录和购票时所使用的有效身份证件原件办理出站检票手续。
国际联运列车的进站验票，身份验证以及车上补票等规定，由铁组部门规章约束之，不受上述规定限制。

#### 延长区间乘车的补票
旅客若购买短途车票后，需要越站乘车的，则旅客需要前往列车长办公席主动办理补票手续，且仅在应付票额基础上多收2元手续费。若执意越站乘车，将加收50%的票款。在一些节假日期间，一些乘客会选择购买短途车票后上车主动补齐越站乘车的车票价格，导致部分列车出现严重超载。对此，中国铁路总公司表示，“车上能否补票”需要根据列车的运载情况来办理。根据2024年9月1日生效的《中国国家铁路集团有限公司铁路旅客运输规程》，旅客到站后需要继续旅行，需要视当前运输能力而定。若列车无运输能力时，车上工作人员有权拒绝旅客补票和继续乘车。对于多次“买短乘长”恶意逃票的旅客，铁路公安将依法对旅客以诈骗行为作出处罚，严重者可追究刑事责任。
对于所有终到香港西九龙站的列车而言，根据《广深港高速铁路跨境旅客运输组织规则》规定，列车上不办理至香港西九龙站的越站补票业务，自行越站将由香港西九龙站按无票处理，并根据《香港铁路附例》收取高额附加费。

## 使用方式

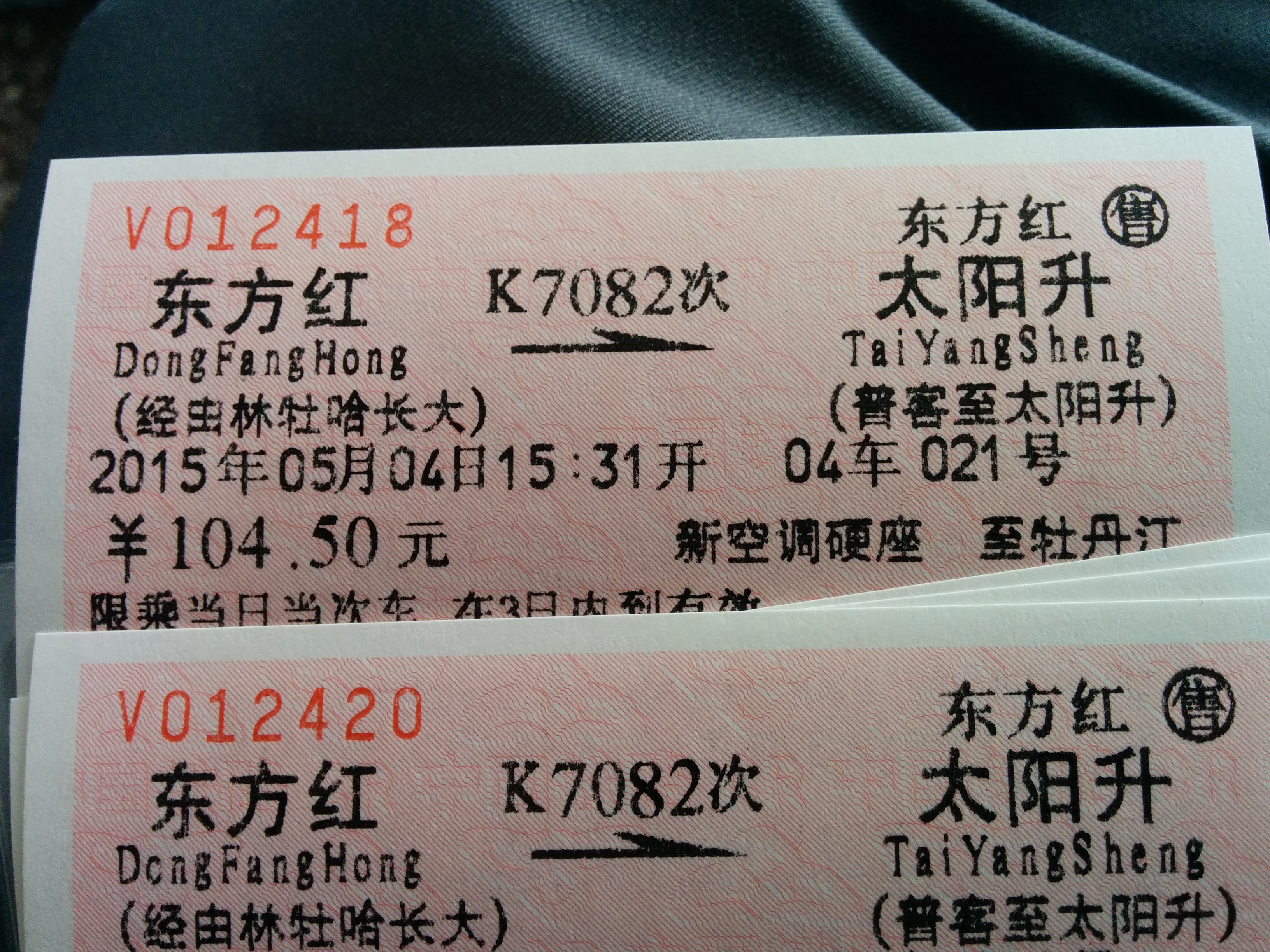
东方红站至太阳升站的单程通票

中国铁路车票按使用方式可分为单程票、往返票、联程票、定期票、计次票、储值票和定额票。
单程票是目前主要使用的票种，依乘车情况还可分为直达票和通票。直达票指从发站至到站不需要中转换乘的车票，票面标明的发站和到站均为票面表示车次的经停站，持直达票的旅客中途不得下车，否则未乘区间失效，下车后不能持该票再次乘车；通票也叫“直通票”、“中转票”，指从票面发站到终到站需要中转换乘的车票，票面仅记载从发站到中转站的车次和席别，旅客到达中转站后需在售票窗口办理中转签证方可继续旅行。由于铁路实行递远递减的票价政策，在相同的路线购买一张通票的价格会较购买多张联程票便宜，但由于近年来直通运行的列车大量增加，且异地购票更加便捷，通票的使用在逐渐减少，2023年1月1日，《国铁集团客规》开始实施，新客规删除了通票相关内容并规定客票的终到站不得超过本次列车终点站。
往返票是指从乘车站同时购买往程和返程车票，北京铁路局曾针对部分动卧列车推出过往返票优惠活动。联程票是指在购票地能够买到换乘地带有席位、铺位号的车票，在没有直达列车的情况下，旅客在购买从乘车站到换乘站的车票时可同时购买从换乘站至目的站的联程票，在全路取消异地手续费前，在上海局等部分铁路局购买符合条件的联程票可免收异地手续费。2024版国铁集团客规则完善了联程车票概念，规定联程车票可在24小时内完成接续换乘。
2020年12月24日起，中国铁路客户服务中心（12306网站及客户端）开售计次票及定期票。20次计次票指的是旅客可以在90天内最多使用20次，在购买产品时指定区间、指定席别的产品；定期票指的是旅客可以在30日内最多乘坐60次指定区间和席别的车次。计次票按照常规票价的九五折来进行定价，定期票存在上限次数，为30日最多乘坐60次，定价按照44次定价。。

## 签证服务

### 始发签证

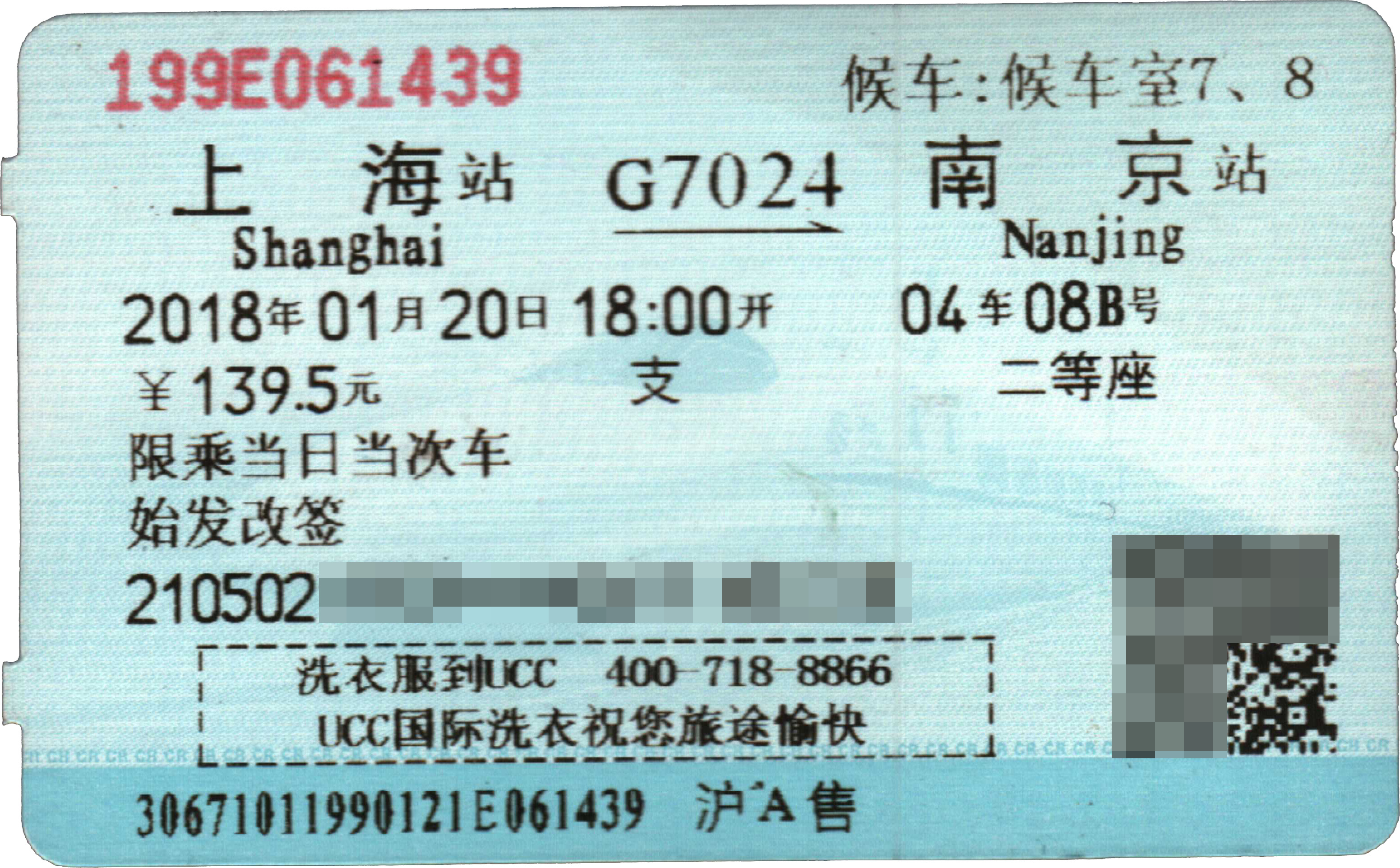
一张签有始发签证的车票

中国大陆境内运输的旅客列车的铁路客票可在票面标明的开车时间后最迟两小时之前进行一次改签。在原票开车前进行改签所得新票，在其开车时间之前仍可进行退票；原票开车后改签的车票，则无法退票，票面标注'开车后改签不予退票'字样。改签不收取手续费。
改签网购车票时，若新票票价高于原票票价，须用银行卡支付新票全额票款，原票款将在银行规定时间内退回购票时所使用的银行卡；若新票票价低于原票票价，应退票款将在银行规定时间内退回购票时所使用的银行卡或支付宝（微信支付）账户（办理退票时同理）；若改签后的新票票价等于原票票价的，则无需办理支付手续。
中国大陆境内运输列车的团体旅客办理车票退改签业务须在开车时间48小时以前办理。如购票时一并支付过代售点服务费，此项费用不退。
2013年8月，中国内地铁路运输企业再度修改客票退改签政策，实行在大陆地区“通签通退”，即内地车站发售的铁路车票可于规定时间（改签：原则上最迟开车后2小时之前；退票：开车前）在全路任一有条件的铁路车站办理退改签业务。此前，退改签业务办理范围仅限票面始发站、票面右上角出票地车站及二者的同城车站。退票费的收取由2011年9月25日开始实行的单一标准“票面数额的5%，最低2元”，转变为随退票时间而变的梯度化模式。退票时间距票面开车时间前48小时以上，退票费用仍为5%；距开车时间24小时-48小时，退票费为票价的10%；距开车时间24小时直到开车前，退票费为票价的20%。最低标准仍为2元。对于改签后的车票乘车日期在春运期间的，退票时一律按开车时间前不足24小时标准核收退票费；而对于因不可抗拒原因（如恶劣天气及全国性的疫情）导致列车停运，且已购买停运列车车票的旅客，可于票面乘车日期起30日内（含当日）办理退票手续，不收取退票费。
2015年6月10日，铁路部门推出车票“变更到站”政策，旅客如需变更新的目的地，在车票预售期内、开车前48小时以上的，可到车站售票窗口或12306网站（客户端）变更新的到站手续，无需将原车票退票后再另购新车票，且办理后不得再次改签。
2021年1月28日起，铁路部门进一步优化车票改签服务。旅客未能上车的，在开车当日24时之前其他列车尚有余票的情况下，旅客可通过12306网站（含手机APP和小程序）或任一车站售票处改签窗口办理当日车票改签业务。此前，旅客未能上车需要改签的，需要前往售票处改签窗口办理。
2024年1月15日起，中国铁路调整改签规则，将2023年版所订立之规则“火车票在开车前48小时以上，可以改签预售期内任意车次，开车前不足48小时以及开车后，仅可改签乘车日24时之前列车”改为“旅客在开车前和开车后当日均可改签预售期内车票”。原改签范围内“开车前48小时以上的”“开车前不足48小时以及开车后，改签乘车日期之前（含当日）车票”仍不收取改签费；新增改签乘车日期之后车票的，根据办理时间梯次核收改签费，即开车前24小时以上、不足48小时办理的，核收5%改签费；开车前不足24小时办理的，核收15%改签费；开车后办理的，核收40%改签费。
对于香港西九龙站始发终到的列车，则以港铁公司制定之《廣深港高速鐵路跨境旅客運輸組織規則》的规定为准。根据《规则》，旅客仅可办理一次变更乘车日期、车次、席别的改签手续，不办理到站变更，且改签后不能退票。办理改签的时间不晚于票面指定的日期、车次开车前30分钟，始发站为香港西九龙站的车票应不晚于开车前60分钟。且改签后的车票不得退票。而退票手续费的标准亦高于国铁集团其他列车。此外，開車後，車票不予退改，遲到的旅客均需重新購票。惟于2023年8月14日起，福田站至香港西九龙站间始发终到列车推出“灵活行即日变更车次安排”，乘客在办理过一次改签或超过改签时效后，可于票面乘车日期当日办理三次灵活行变更车次手续。2024年3月18日起，“灵活行”服务扩展至来往深圳北站的车次。
国际联运旅客列车的境内回转车车票退票，与上述国内车票相同，但是其跨境和境外段车票，退票规定与内地车票不同：国际列车发车的72小时前办理退票时，核收票价的5%，购票手续费不退还。国际列车发车的72小时内办理退票或改签，核收客票票价的5%以及卧铺票票价的80%作为退票费，购票手续费不退还。国际联运列车开车后3小时内退票或改签，卧铺票作废，核收客票票价的5%，购票手续费不退还。改签需重新购买卧铺票。
国际团体旅客在发车前5日内不予退票或改签。国际列车发车3小时后或已托运行包后，不再办理退票，不得改签。购买团体乘车票据，不对其中一部分旅客办理退票或改签。票据丢失按无票处理，继续乘车需重新购票。
如旅客未赶上国际联运旅客列车，则自列车出发时起3小时以内，有权向发售乘车票据的机构申明此事并改乘下次列车，但卧铺票除外。

### 中途下车签证
根据2007年版《铁路旅客运输规程》，旅客可在列车中途停车站下车，也可在车票有效期间恢复旅行，中途下车旅客继续旅行时，应先行到车站办理车票签证手续。2010年《客规》修改后持直达票的旅客中途下车，未乘区间失效，只有持通票的旅客可以中途下车并在有效期内办理签证恢复旅行。

### 中转签证

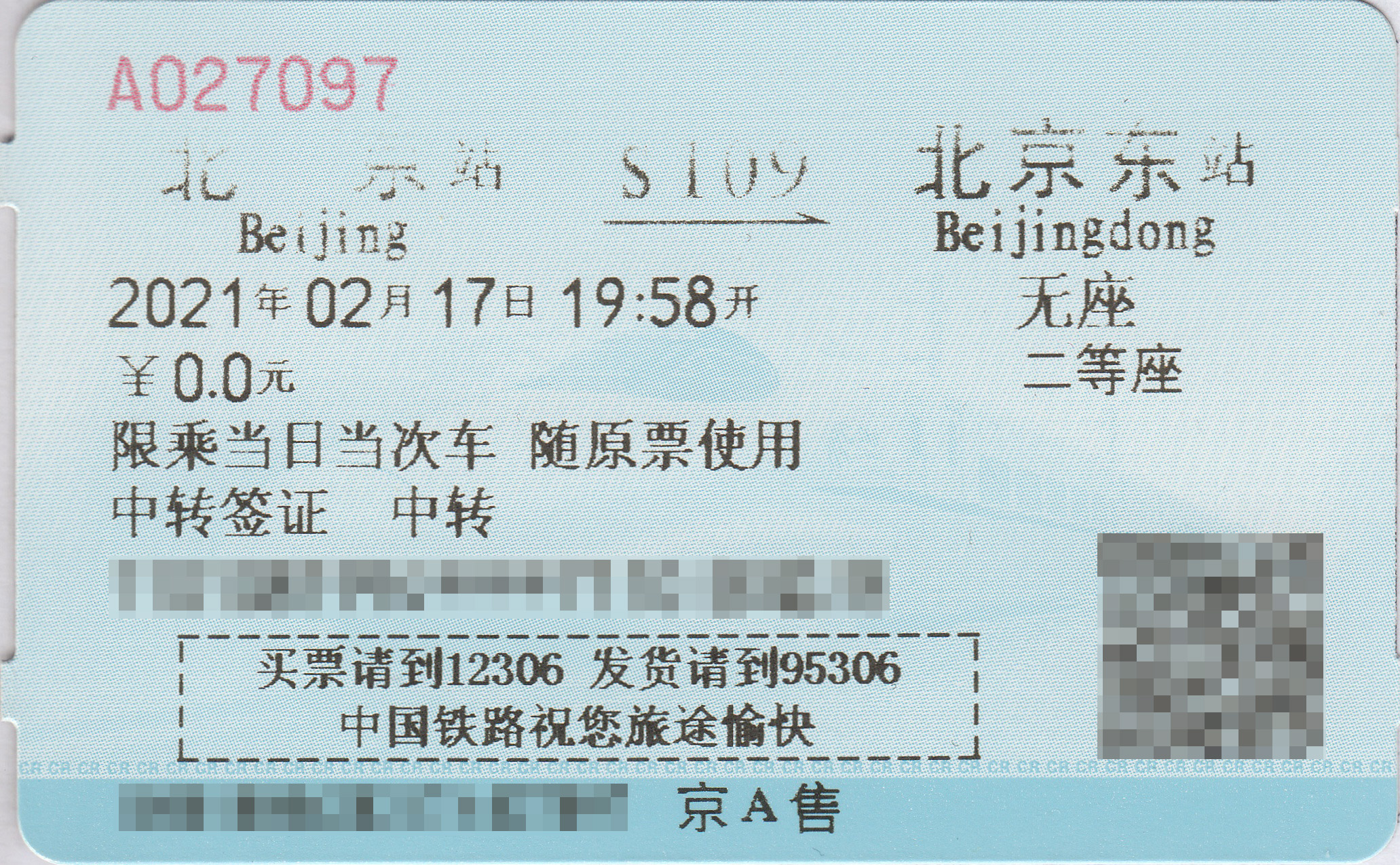
一张北京站签发的0元中转签证

持通票的旅客中转换乘时，应当办理中转签证手续。办理中转签证后的车次、席位票价高于原票价时还应补交票价差额，签证后的票价低于原票价时差额部分不予退还。中转签证包括普客到底签证、普快到底签证和特快到底签证三种，需根据原票和后程加快等级选择。

### 乘车证签证

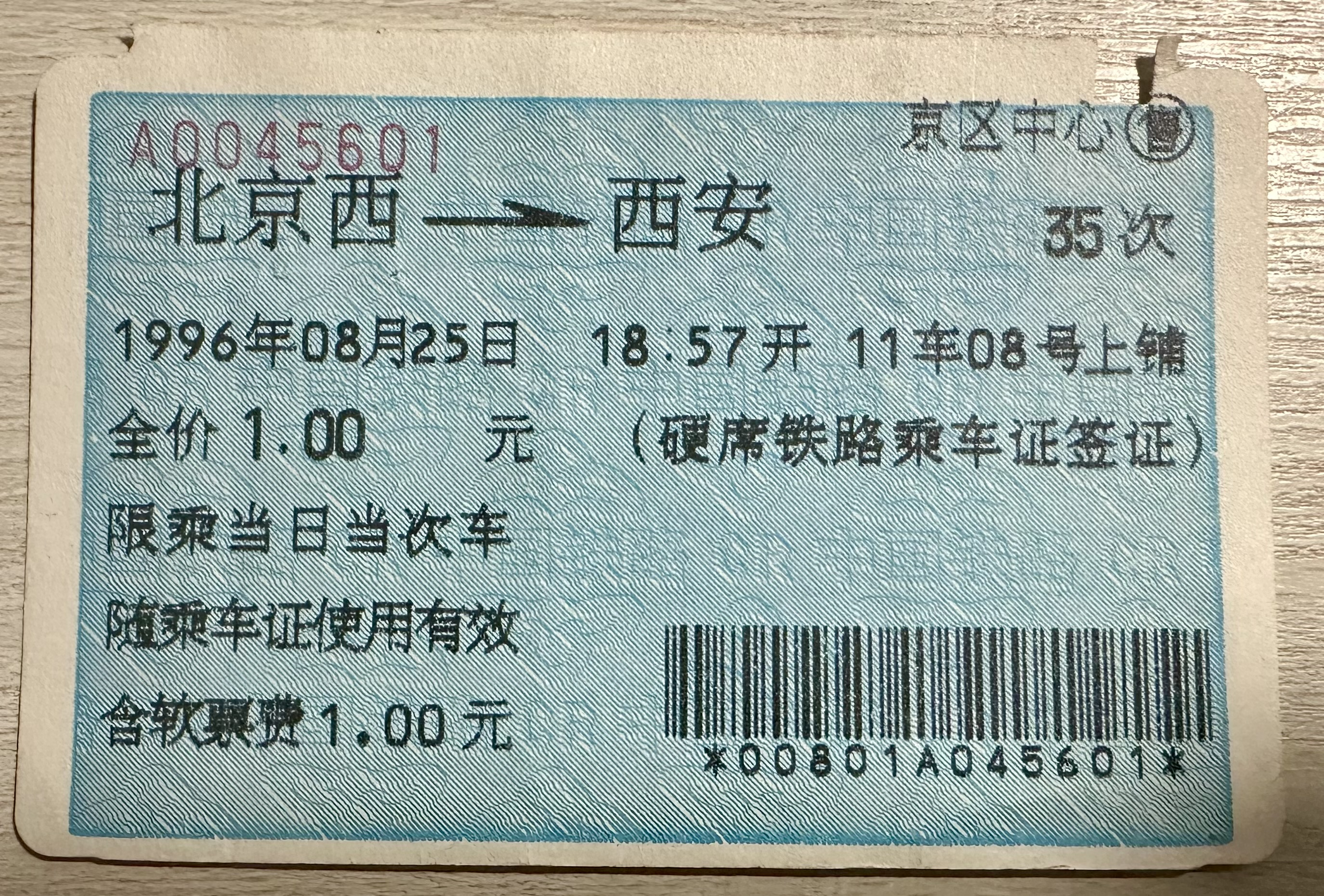
一张1996年签发的铁路乘车证签证

持各种铁路乘车证的职工乘坐动车组时，必须办理签证后乘车；持用临时定期、软席、硬席乘车证、探亲乘车证、就医乘车证时，同样须办理签证后乘车，持其它乘车证乘坐动车组之外的列车可免于签证。办理乘车证签证必须要有乘车证和相应的证件才能办理，并需支付2元手续费。

## 限制购票政策
2015年8月25日起，所有被各级人民法院限制消费的失信被执行人及单位被执行人的法定代表人、主要负责人、影响债务履行的直接责任人员、实际控制人，均不能购买G字头列车（高速动车组列车）全部座位及其他动车组列车一等座以上座位。此行为被人民法院定位为“高消费行为”。
另外，在2016年8月，有媒体传闻称从2016年8月15日起所有在动车组列车吸烟的乘客，除接受罚款外，其动车组乘坐权也被暂停，旅客需持本人身份证件到铁路客户服务中心签订协议书方可再次购买。若旅客签订协议书后，再次在动车组上违法吸烟的，将终身禁止购买动车组列车车票。但在2016年9月28日，中国铁路总公司回应称，铁总从未出台过这种规定，此政策属于误传。
2018年3月16日，国家发改委发布《关于一定期限内适当限制特定严重失信人乘坐火车和飞机的意见》，规定对扰乱铁路站车运输秩序且危及铁路安全、造成严重社会不良影响的、在动车组列车上吸烟或者在其他列车的禁烟区域吸烟的、查处的倒卖车票、制贩假票的，以及依据相关法律法规应予以行政处罚的旅客，各铁路运输企业将限制涉事旅客购买列车车票，为期180天。另外，对冒用优惠（待）身份证件、使用伪造或无效优惠（待）身份证件购票乘车的、持伪造、过期等无效车票或冒用挂失补车票乘车的、无票乘车、越站（席）乘车且拒不补票的旅客，各铁路运输企业将限制涉事旅客购买列车车票。涉事旅客补齐所欠票款后（自补票次日算起），铁路运输企业恢复对其发售车票；涉事旅客补齐第一次所欠票款一年内，三次发生上述行为的，行为责任人补齐所欠票款90天后（含90天），铁路运输企业恢复发售车票，不补齐所欠票款，铁路运输企业不对其恢复发售车票。意见同时规定，对其他领域的严重违法失信行为有关责任人，也将被限制乘坐动车组列车席位（有效期为一年，一年期满自动移除；在有效期内其法定义务履行完毕的，有关部门应当在7个工作日内通知铁路总公司移除名单），包括G字头动车组列车全部座位以及其他动车组列车一等座以上座位，适用旅客包括：
1. 有履行能力但拒不履行的重大税收违法案件当事人；
2. 在财政性资金管理使用领域中存在弄虚作假、虚报冒领、骗取套取、截留挪用、拖欠国际金融组织和外国政府到期债务的严重失信行为责任人；
3. 在社会保险领域中存在以下情形的严重失信行为责任人：用人单位未按相关规定参加社会保险且拒不整改的；用人单位未如实申报社会保险缴费基数且拒不整改的；应缴纳社会保险费且具备缴纳能力但拒不缴纳的；隐匿、转移、侵占、挪用社会保险基金或者违规投资运营的；以欺诈、伪造证明材料或者其他手段骗取社会保险待遇的；社会保险服务机构违反服务协议或相关规定的；拒绝协助社会保险行政部门对事故和问题进行调查核实的；
4. 证券、期货违法被处以罚没款，逾期未缴纳的；上市公司相关责任主体逾期不履行公开承诺的；
5. 被人民法院按照有关规定依法采取限制消费措施，或依法纳入失信被执行名单的；
6. 相关部门认定的其他限制乘坐火车高级别席位的严重失信行为责任人。

以上规定自2018年5月1日起施行。
另根据2021年3月1日起实施的《深圳经济特区个人破产条例》，所有进入个人破产程序的债务人将进行相关行为限制，其中包括不得乘坐高速动车组列车一等以上座位。

## 票价

### 基本票价率
中国铁路的客运票价的基础，是中国铁路全国旅客基本票价率，系普通旅客列车硬座非递远递减票价单价，单位为人民币/公里，由国家发展与改革委员会价格司负责调整，并须国务院批准。中国铁路所有客运票价，都是在这个价格基础上计算得来的。
1952年3月25日前，全国旅客基本票价率分东北、北方、南方三个区域分别制定，如1949年9月1日，东北地区的基本票价率为每公里480东北币（即50元），北方为每公里56元，南方为每公里70元。1952年3月25日，全国旅客基本票价率统一为135元/公里，标志着中国铁路在长期分立后，第一次实现票务票价统一，中国铁路也因而真正成为一个整体。1955年3月1日，人民币换币，旅客基本票价率相应调整为0.01350元/公里。随后，全国旅客基本票价率分别于1955年6月1日、1989年9月5日、1995年10月1日依次上调至0.01755元/公里（上调30%）、0.03861元/公里（上调120%）和0.05861元/公里（上调2分/公里，或51.8%）。此后一直没有再次上调。

### 票价计算
中国大陆目前的铁路客运票价是由客票票价与附加票票价组成。基本票价以每人每公里的票价率为基础，加上按各种列车等级、空调、席别的上浮比率，以“递远递减”的方式计算。其中列车运行公里数以《铁路客运运价里程表》上公布的为准。硬座为起始基准票价率，其他席别如硬卧、软座、软卧等均以此基准票价率上浮。卧铺的上铺价格低于中铺，中铺低于下铺。而列车等级按非空调普客为基准标价，以上等级按一定幅度上浮。其中，快速、特快和直达特快上浮比率相同，而普快上浮较低一些。如果为空调列车，则按车辆种类（依列车供电方式）以两种上浮比率计算，分别为车辆自供电的“空调客车”及发电车集中供电的“新型空调客车”（新空调），其中“新型空调客车”的上浮率也比“空调客车”高，一般新空调客车票价是在普通车基础上上浮50%。列車的无座票價與硬座相同。
2013年起，不再加收以基本票价的2%计算的旅客意外伤害强制保险费。
目前普通线路的動車組列车公布票价是鐵道部按照原國家計委在1997年发布的《鐵路客運運價規則》制定，其中二等座以当时的高等級軟座快速列車作基准价格，上浮幅度與硬卧相若，而一等座上浮幅度與软卧相若，但不实行“递远递减”原则。然而各鐵路局可視市場情況執行打折票價。长距离动车组通常会按客流情况在公布票价的基础上执行折扣。動車組站票票價則與二等座相同。
新建高速铁路和客运专线的动车组票价由中国铁路总公司（原铁道部）制定。2011年甬台温铁路列车追尾事故发生后，所有动车组票价统一下调5%。现行动车组票价計價公式如下：
- 普通动车组（D字头車次）一等座票价：0.37×里程
- 普通动车组（D字头車次）二等座票价：0.3×里程
- 高速动车组（G字头車次）一等座票价：0.74×里程
- 高速动车组（G字头車次）二等座票价：0.46×里程

动车组列车票价执行“递远递减”的计价原则，分段实行折扣。其中500公里以内执行原价，500—1000公里约执行9折，1000公里以上约执行8折（此为大致标准，各线路的具体票价计算方法，以国家发改委的文件为准）。而对于运行于涉及200公里线路的高速动车组列车而言，其票价则以200公里线路票价计算。例如，北京南至青岛（经胶济客专）的高速动车组列车，北京南至济南段票价按照300公里标准计算，济南至青岛段则按照200公里标准计算。

### 无座票价
在中国国铁，部分列车售卖无座车票。某次列车无座车票的票价与该次列车最低席别票价相同，如最低席别为硬座，则无座票价按硬座票价计算。全卧铺、全软席、高速动车组列车原则上不售卖无座车票，“复兴号”高速动车组列车甚至存在车辆超载时拒绝发车的情况。

### 异地售票手续费

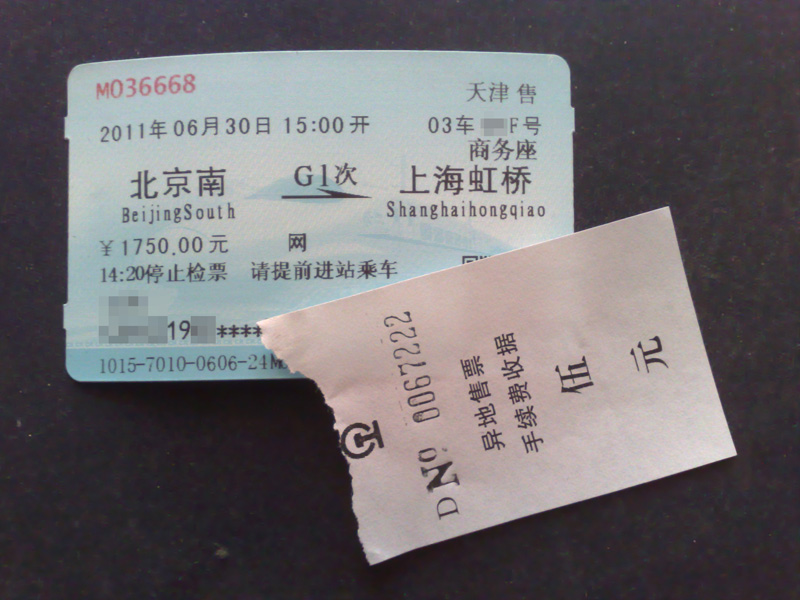
一张天津站发售的异地票及其手续费收据

异地票是指在一个车站购买发站为不同城市的另一个车站的车票。售票窗口和铁路代售点在向旅客制售异地票时可向旅客收取铁路异地售票手续费，价格不得超过5元每张。2017年10月1日，异地售票手续费全面取消。

### 票价浮动

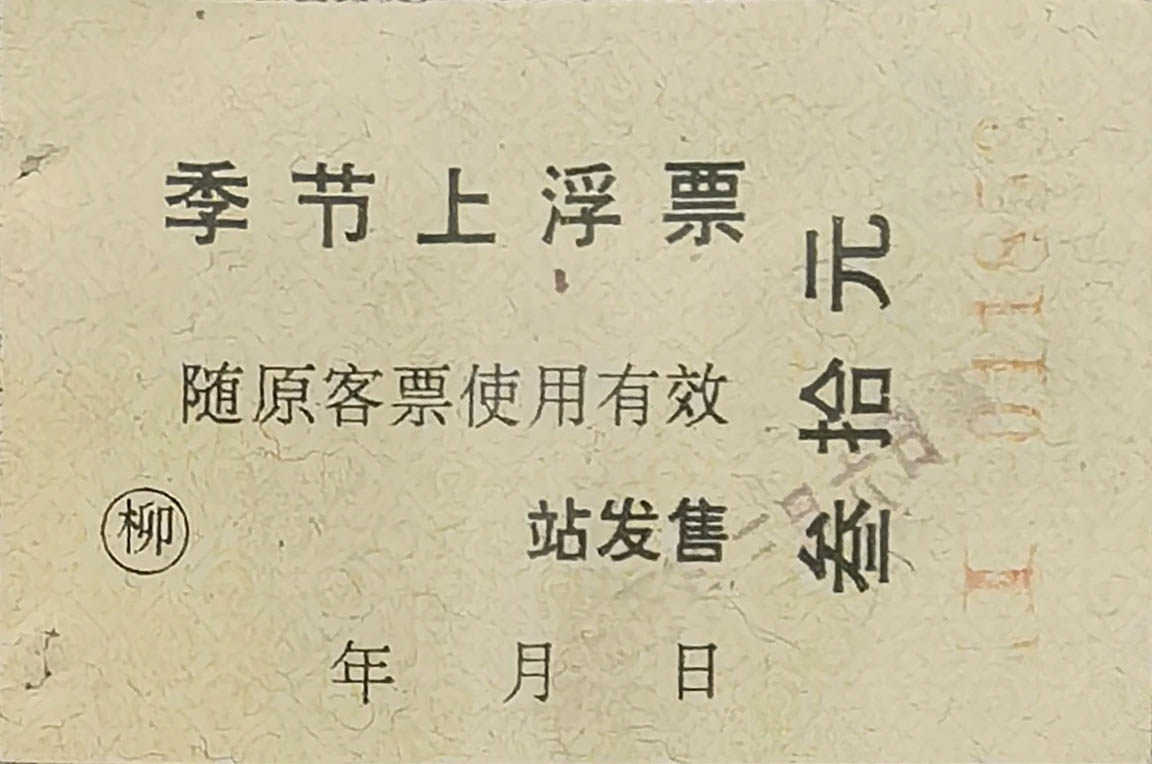
90年代的一张单独印制的季节上浮票，供持常备客票的旅客使用

对于地方铁路及特殊区段的线路而言，在票价方面有一定的上浮标准，不执行标准国铁运价的国铁线路称特殊运价区段，如青藏铁路格尔木至拉萨段实行上浮，每公里票价上浮：硬座不上浮，软座0.09元，硬卧0.10元，软卧0.16元。而因廣深鐵路由广深铁路股份有限公司营运，是地方合资上市铁路，其上浮率也是全国最高的，1994年允許廣深線准高速铁路软座票价在全國同一運價基礎上浮50%，1996年原广深铁路公司实行股份制改造，票价再次上浮50%，并可在规定浮动幅度内，由企业自主定价，此特殊运价政策一直实行至今，总上浮率达225%。
在动车组列车方面，从2015年起，铁路开始基于大数据的分析，试点浮动票价机制。2015年12月6日开通的宁安客运专线开始，中国铁路新开通的200—250KM级别高速铁路（如南百、丹大、金丽温）的二等座票价均较标准上浮20%，约为0.37元/公里。
根据国家发改委发布的《关于改革完善高铁动车组旅客票价政策的通知》，从2016年1月1日起，动车组列车票价改由中国铁路总公司自行定价。
自2017年4月21日起，运行于杭深线的时速200-250公里的动车组车票票价将作出调整，这是铁总取得高鐵車票自主定價權後，首次上調票价的线路。根据铁总官方发布的公告，杭深线宁波至厦门段大部分动车组列车一等座涨幅最高超50%，二等座涨幅16%-20%，同时有少量车次下调票价。此次票价优化调整后，旅客乘坐动车出行在旅行时间和票价方面仍具有一定优势，而且有利于改善公司的经营状况，不断更新改进服务设施和条件，为旅客创造更好的旅行环境。
在此之后，铁路部门多次对运行于多条线路的动车组列车票价作出浮动调整：
- 2017年底，铁路部门对14条动车组列车运营线路动车组列车票价开展浮动试点。
- 2018年4月28日起至年底，铁路部门下调28条城际铁路（包括广珠城际铁路、海南环岛高速铁路、宁安城际铁路、丹大城际铁路、青荣城际铁路、郑开城际铁路、武孝城际铁路等）的部分动车组列车票价，部分线路的折扣达到20%[114]。同时对京沪卧铺动车组列车的票价实行浮动机制[109]。
- 2018年5月27日起，京津城际列车一等座、特等座票价涨价，其中一等座票价由65.5元上涨到88元，特等座票价由93.5元上涨到99元[115]。
- 2018年7月5日起，铁路部门对运行于沪宁城际铁路、宁杭客运专线、宁合铁路、汉宜铁路、贵广客运专线和柳南城际铁路，且时速为200至250公里的动车组列车，分季节、分时段、分席别、分区段在限价内实行票价下浮，最大折扣幅度6.5折[116]。
- 2024年6月15日起，京广高铁武广段，沪昆高铁沪杭段、杭长段，杭深铁路杭甬段等4条高铁运行的时速300公里及以上动车组列车实行浮動票价机制。[117]

### 减价票

#### 学生票

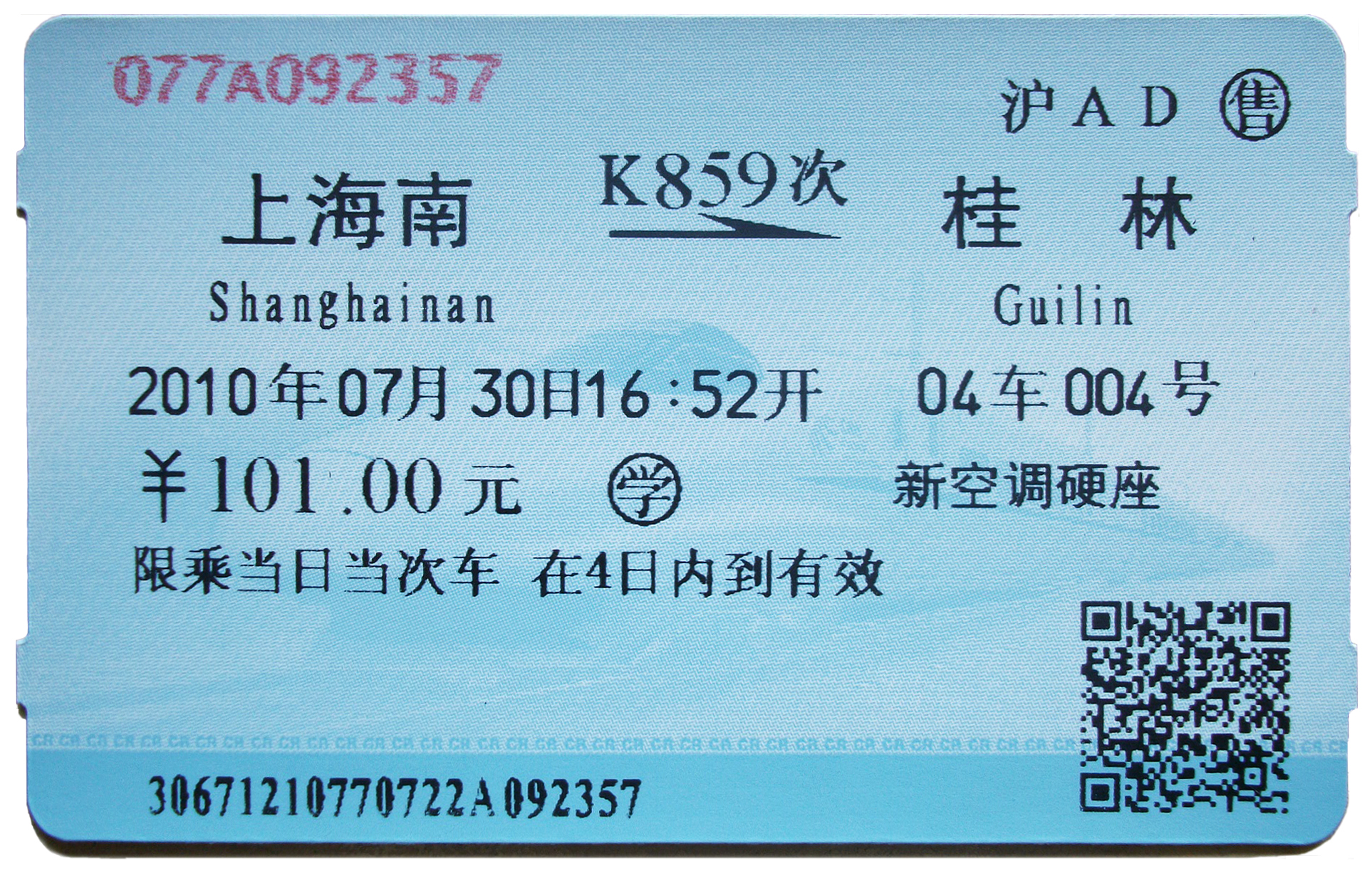
学生票

为方便学生在家校之间往返，减轻没有收入的学生的经济负担，在大学、大专院校，中等专业学校、技工学校和中、小学就读，家校不在同一地的没有工资收入的学生、研究生，可以购买学生票。学生证上贴有教育部和铁道部监制的火车票学生优惠卡，并填有优惠的区间，持有该种证件的学生每年可以购买四次往返于家校之间的单程车票，当年没有用完的，不能转移到下一年。学生票硬座为全票票价的一半，购买硬卧在同种席位全价基础上减去同区间硬座票价的一半，软席不售学生票；动车组只发售二等座学生票，价格为公布运价全价票的75%。购买学生票时需要出示学生证，且在上车后验票时遇学生票亦须检查学生证，若未携带学生证或者区间不对应则可能需要补交车票差价或全价。
国际联运列车的学生票票价减成25%，即同中国内地动车组列车学生票折扣相同，为车票全价的75%。另外，在中国内地大专院校就读，没有工资收入的香港籍学生，凭附有加盖院校公章的减价优待证的学生证和火车票学生优惠卡（新生凭录取通知书，毕业生凭学校书面证明可购买一次学生票），可购买家庭至学校所在地（或实习地点）至香港西九龙站的学生票。
学生优惠资质核验除可在车站指定售票窗口或自动售票机办理外，自2023年2月6日起新增通过12306客户端线上核验的方式。

#### 儿童票

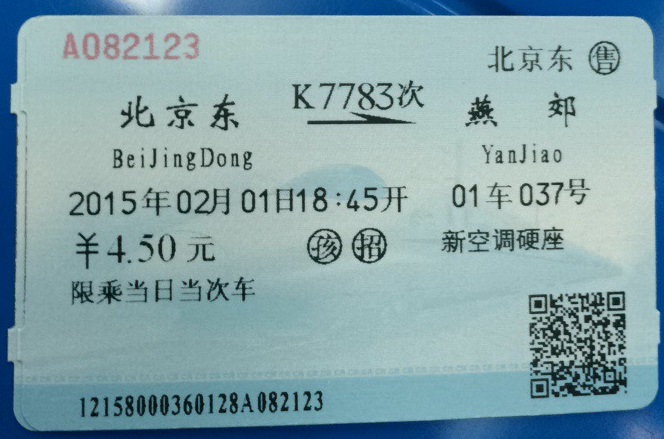
儿童票

年龄6-13周岁的儿童，可購買半价的兒童票，票面标注“孩”字样。儿童票在车站窗口原则上必須隨全價成人票購買，然而在12306.cn网站上直接购买的儿童票亦可在TVM机、自动取票机上直接取出。2023年7月20日起，儿童乘火车需有效身份证件。

#### 伤残票
伤残票是符合铁路减价优待条件的残疾军人或伤残警察乘车时使用的减价车票，持《中华人民共和国残疾军人证》或《中华人民共和国伤残人民警察证》的残疾军人旅客，可以以相应席别公布票价的50%的价格购买车票。

#### 团体票
20人以上乘车日期、车次、到站、座别相同的旅客可作为团体旅客，发售团体旅客票。对于团体旅客乘车，铁路应优先安排，并在计价上给予一定优惠。

#### 铁路畅行常旅客计划积分兑换车票

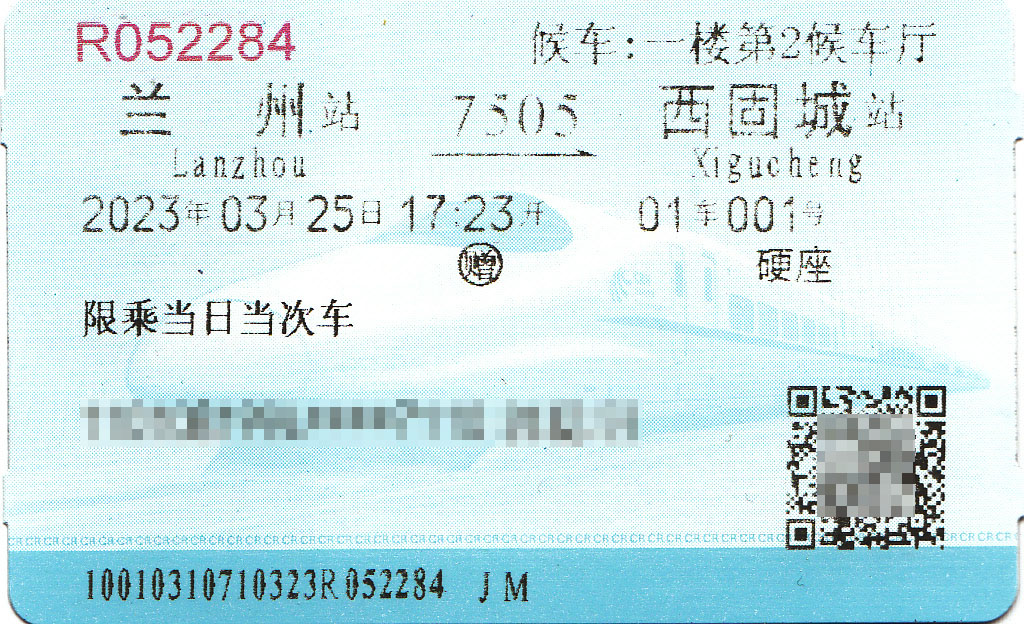
常旅客计划所兑换车票，并无价格，加注“赠”字样

自铁路部门推出“铁路畅行”常旅客计划后，旅客可在积分首次达到一万分后按每一百分为一元进行车票兑换。所兑换的车票较正常购买的车票有如下限制：
- 只得兑换铁路部门指定车次车票；
- 不得自愿退票或变更到站；
- 改签时收取1000积分手续费，只得改签指定车次车票，同时改签后的车票如果新票价低于原票差额不退、高于原票通过积分补差额；
- 不可抗力或铁路原因导致的车票不能使用因而退票则积分全额返还原账户。

积分有效期为十二个月，按照“先进先出”原则消费。可以为本人及自己指定的八个受让人兑换车票，但在添加后六十天生效且必须通过身份核验。积分兑换的车票上并无价格，加注字样；在电子客票推行后，积分兑换的电子车票不可打印报销凭证。

### 票价纪录
中国铁路客运系统中目前最高單程票价为3940.5元人民币（京昆高速动车组列车北京西—昆明南商务座）（如果算上国际列车，最高单程票价为6080元人民币（K3/4次列车北京—莫斯科高级软卧），不过该次列车自疫情发生后停运至今），最低票价为0.5元人民币（运价里程在20公里以内的普客列车儿童票，如6601次列车宋-羊草的硬座儿童票）。

## 其他铁路客运票证

### 站台票

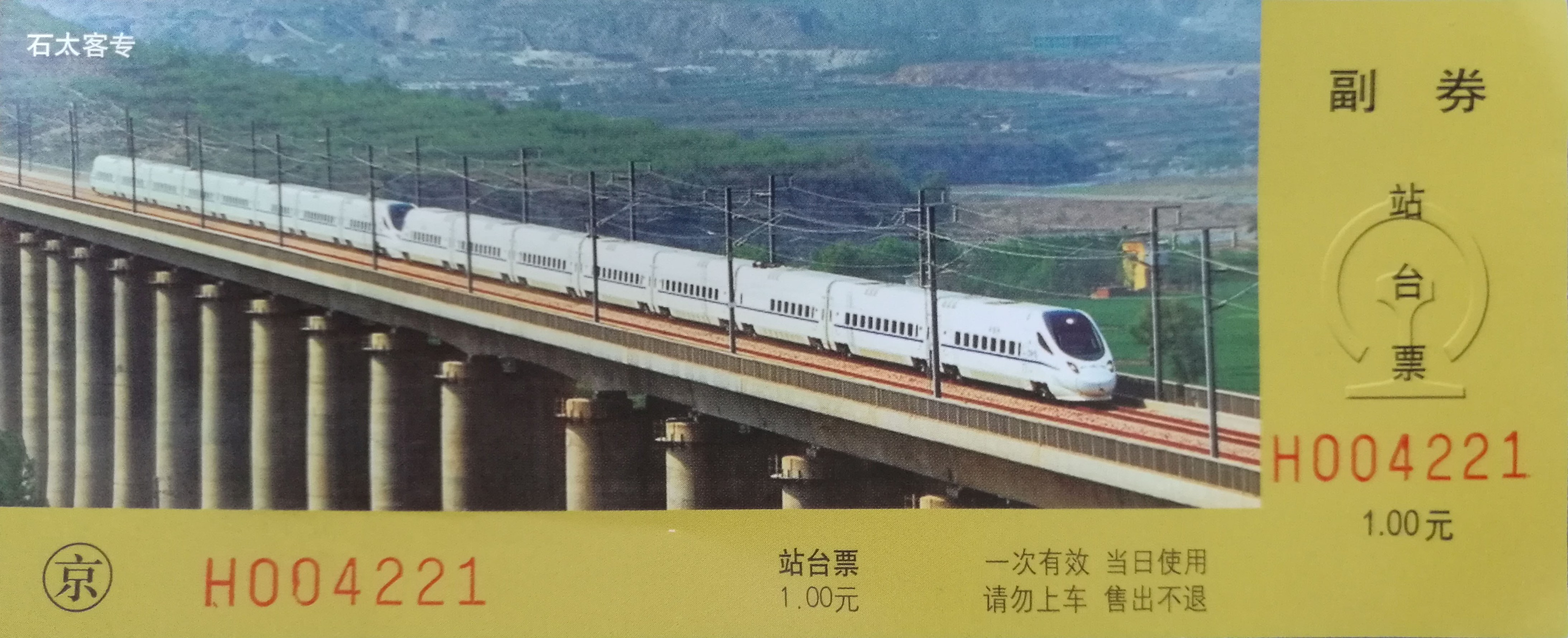
密云北站售出的站台票

站台票是车站出售的仅限于进出站使用的凭证，到站台接送旅客的人员，可购买站台票（部分车站不发售）。近年来，由于站台压力逐渐增大，车站已不再发售站台票。但对于有老弱病残孕等特殊困难的乘客，仍可联系车站工作人员，为家属办理送站/接站凭证，协助乘客前往站台上车。

### 客票报销凭证

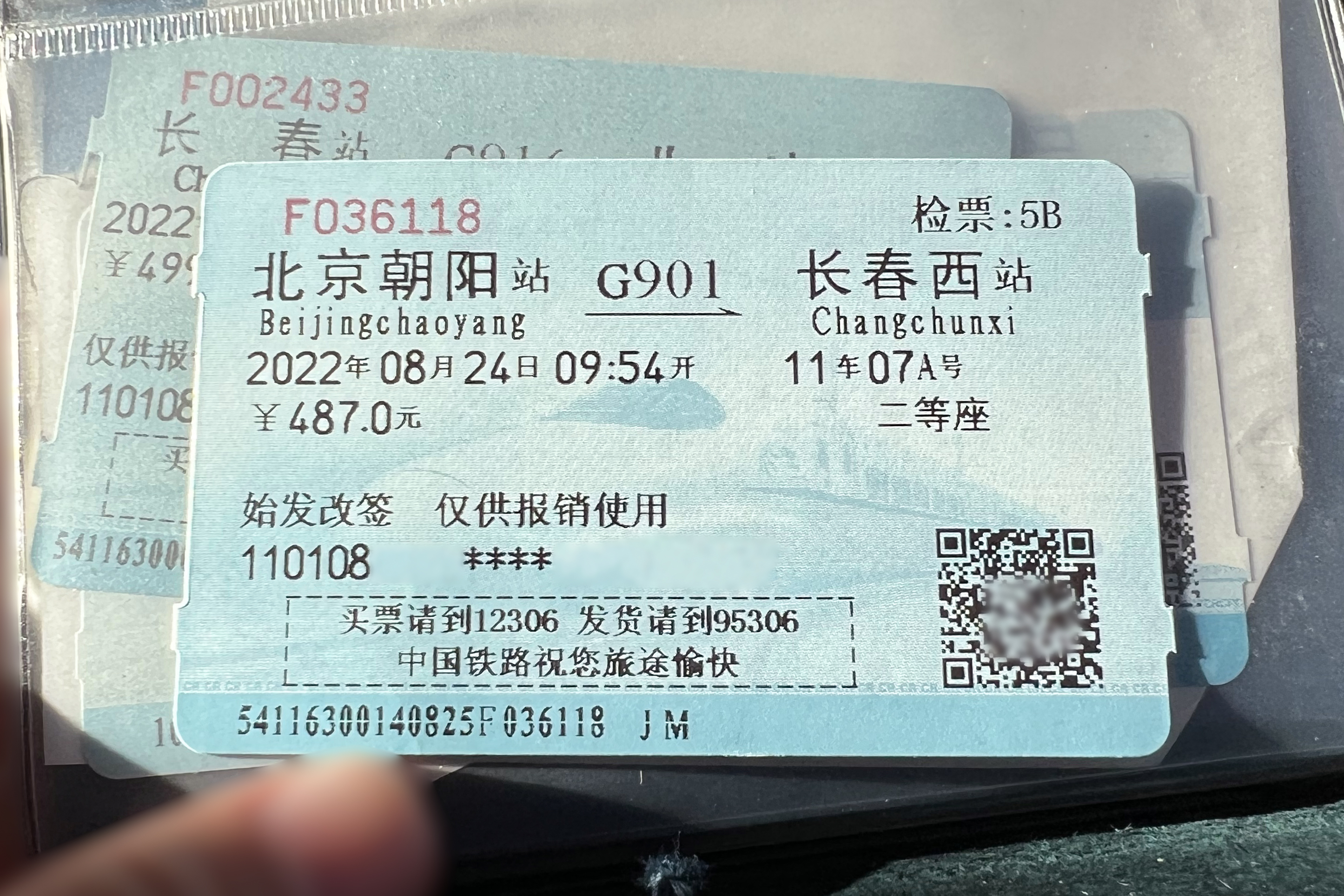
从长春站打印的G901次列车始发改签报销凭证

依据国家发票管理有关规定，铁路行业发票实行专业管理。原国务院铁路主管部门对铁路运输票据的式样、印制标准以及填写、使用方法有较为严格的规章制度，铁路部门出具的车票、区段票、代用票、客运运价杂费收据、退票费报销凭证、退票报销凭证、定额票、手续费等运输票据，具有发票属性，可用于报销。
2011年6月开始，“刷身份证进站”的无票时代来临，京津城际、京沪高铁只要带着二代身份证就能在自助机上刷证直接进出站；2018年11月1日，中国铁路青藏集团有限公司试行旅客列车电子车票，使用电子客票的旅客如需换取报销凭证，可在乘车之日起30日内到车站售票窗口换取纸质车票；2018年11月，电子客票在海南环岛高铁开始试点；2020年6月20日，电子客票在全国普速铁路推广实施。
目前中国铁路通行的报销凭证，是旅客购买电子客票后，凭购票时所使用的有效身份证件原件，到车站售票窗口、自助机器换取，专门用于报销使用的。报销凭证与车票略有不同，票面注有“仅供报销使用”字样。
初期曾规定，旅客如需报销凭证，可于开车前或乘车日期之日起30日内，凭购票时使用的有效身份证件原件，到车站售票窗口、自动售取票机打印；超过30日的，可联系铁路12306客服中心办理。2021年12月10日起，铁路电子客票报销凭证和退票费报销凭证领取期限由原来的30天调整为180天（含当日），旅客在乘车之日起半年内都可以凭购票时所使用的有效身份证件原件在车站售票窗口、自动售/取票机领取报销凭证。
2023年7月20日起，中国铁路电子客票报销凭证广告栏中“买票请到12306 发货请到95306 中国铁路祝您旅途愉快”更改为“报销凭证 遗失不补 退票改签时须交回车站”。
国铁集团于2024年11月1日起，提供全面数字化的电子发票，旅客可在实际乘车到站后，登录本人铁路12306账户申请开具电子发票。纸质报销凭证与电子发票共存的过渡期一直至2025年9月30日。

### 茶水票

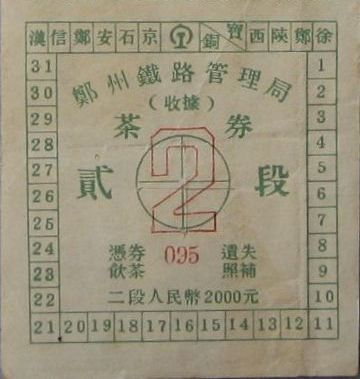
一张50年代郑州铁路局发行的茶水票

在1950年代至1960年代，由于火车上没有开水供应，因此在沿途站点停靠时，会有工作人员拎着热水壶和茶叶到火车上卖茶水，乘客必须凭茶水票才能在车上喝热水。1970年代起，列车陆续开始供应热水，茶水票逐步停用。

### 卧铺证

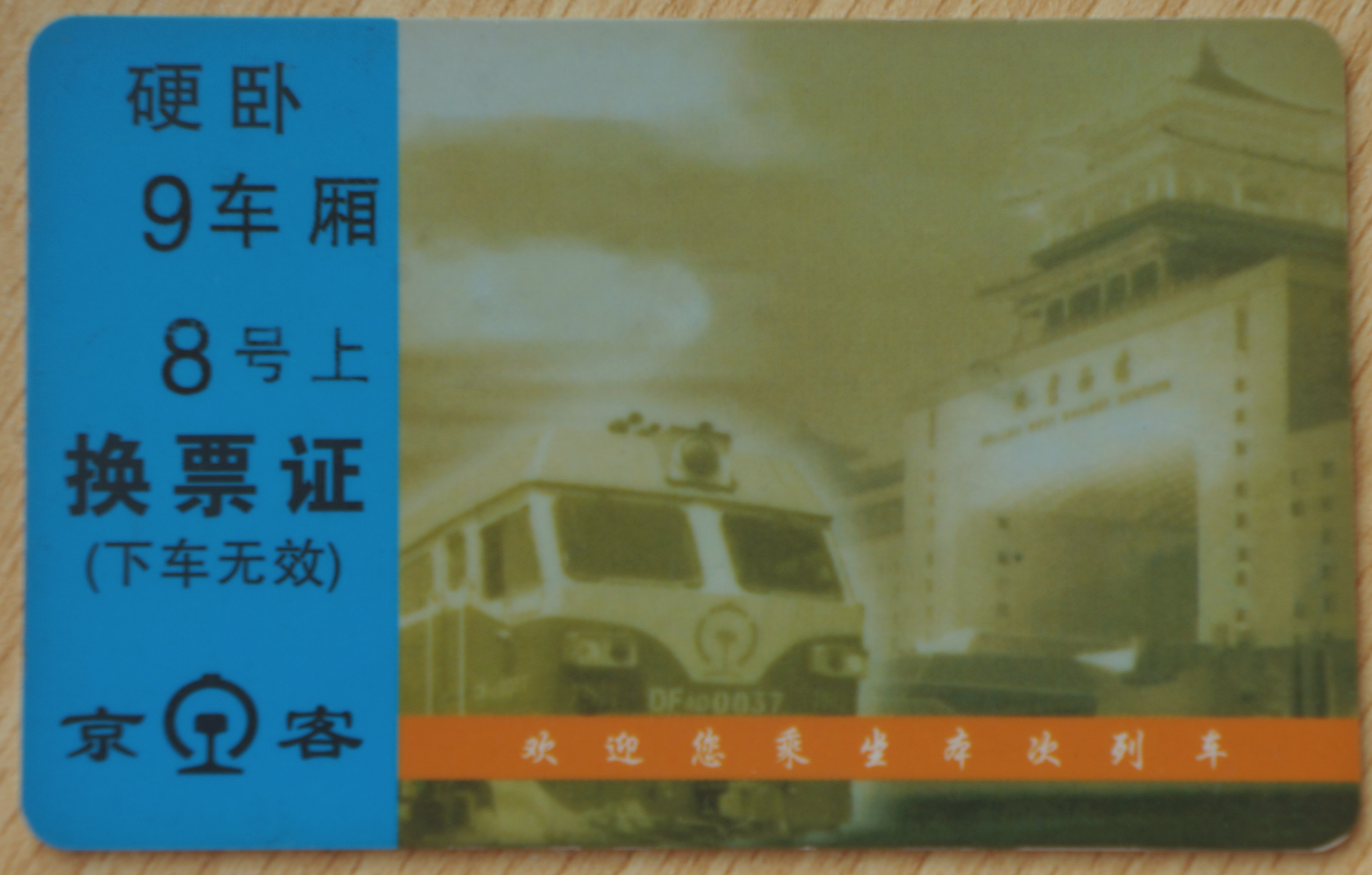
一张曾经在北京铁路局使用的卧铺证

乘坐卧铺时，列车通常会收取旅客的车票集中保管，并在收取时换发卧铺证，在旅客下车时用车票将卧铺证换回。在停站较多的长途列车上，换票主要是便于夜间叫醒，列车员通过集中保存的车票掌握旅客的到站下车时间并提前提醒乘客。此外，换票也便于列车员了解旅客是否已上车，未上车的旅客空余出的铺位可供需要补卧的坐席旅客使用。
在普速列车全面推行电子客票后，列车工作人员改以手持终端管理旅客信息，不再收取旅客的车票。现仅部分国际联运列车仍会收取车票换发卧铺证。

### 行李票
旅客在乘车区间内可凭客票托运一次行李，铁路部门在接收行李时为旅客填发行李票，作为行李运输合同的基本凭证。可作为行李托运的物品仅限于方便旅客旅行生活的少量物品和残疾人车，最大重量为50千克，体积以适于装入行李车为限，超过规定范围需按包裹运输。

### 包裹票
适合在行李车内运输的小件货物可作为包裹运输，包裹票是包裹运输合同的基本凭证。此外，在包裹有人押运时应在包裹票上注明。

### 乘车证

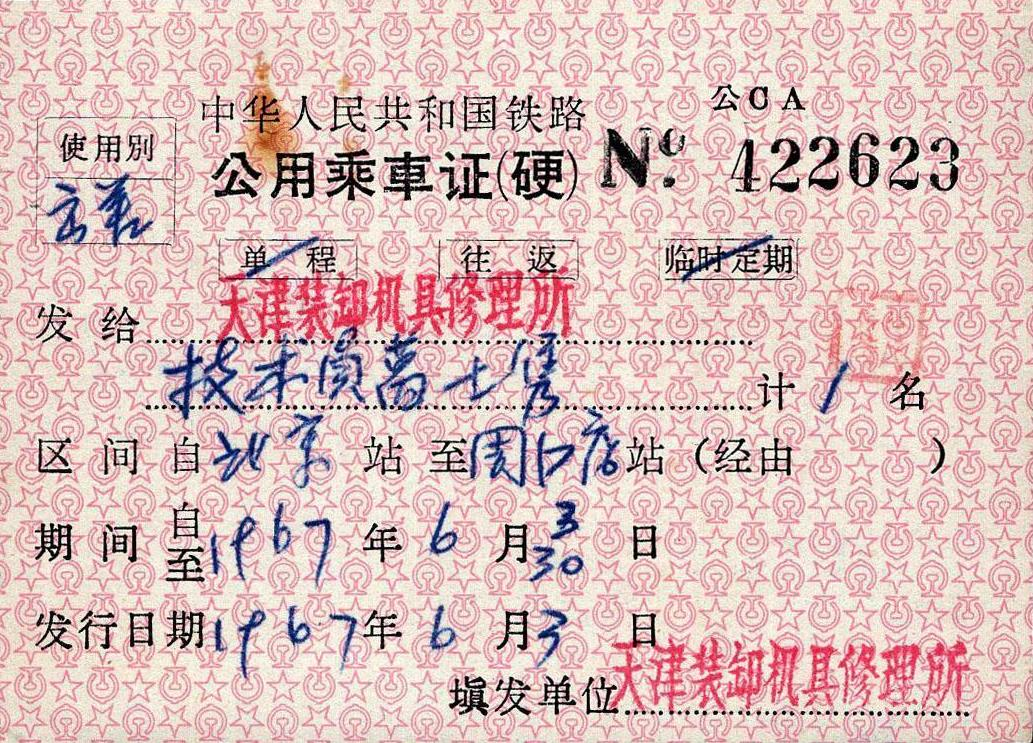
一张铁路硬席乘车证

中国大陆的乘车证分为铁路乘车证和特种乘车证，持证旅客可在一定的时间、区间范围内乘坐旅客列车。

#### 铁路乘车证
铁路乘车证又称铁路职工乘车证，主要为便利铁路职工在铁路沿线进行生产、工作和生活的必要乘车使用。铁路乘车证共分为、软席全年定期乘车证、软席乘车证、硬席全年定期乘车证、硬席临时定期乘车证、硬席乘车证、便乘证、通勤乘车证、就医乘车证和探亲乘车证九种。使用临时定期、软席、硬席乘车证、探亲乘车证、就医乘车证或使用任意铁路乘车证乘坐动车组时必须在车站办理乘车证签证后方能乘车。违章使用乘车证均按无票处理。
由于使用乘车证有较多漏洞，如有人通过仿制造假乘车证欲免费乘车，且职工凭乘车证可「免费乘车」在网络上引起了争议，铁路部门于2025年起取消乘车证发放。

#### 特种乘车证
特种乘车证俗称特种票，是铁路部门或国务院其它部门根据需要添发给特定使用人的乘车证，须与工作证等规定证件配合使用，单独使用无效。车站和列车应尽可能按规定为持证人提供乘车方便。
- 全国铁路通用乘车证: 全国铁路通用乘车证是铁路部门根据公安、安全、司法机关和机要部门完成特殊任务而制定的特殊乘车证，只允许相关人员追捕犯人和递送机要文件使用。持证人可乘全路各线和各种旅客列车的所有席位，并允许在任何停车站上下车，不受满员和长短途列车分工限制，可提前进站。[1]
- 全国铁路免费乘车证: 全国铁路免费乘车证是国务院铁路主管部门为加强对铁路单位执行国家政策法令的监督，邀请其它部门和新闻单位检查铁路工作时使用的乘车证，可乘坐除国际列车外各种等级、席别的列车。[1]
- 中华人民共和国铁路免费乘车证（英語：Railway Free Pass of the People's Republic of China): 中华人民共和国铁路免费乘车证是专供我国铁路邀请的外国铁路代表团及陪同外宾的我国工作人员使用的乘车证，由铁路部门对外合作司签发，外宾乘车前由接待单位办理乘车手续，可免费乘坐各种旅客列车的软硬席及卧铺。[1]
- 铁路专用乘车证: 铁路专用乘车证是铁路局为电务等维修人员到各站、车添乘检查或处理故障时乘坐管内旅客列车而签发的特种乘车证，使用时应携带添乘证作为工作证件。[128]
- 软席乘车证: 软席乘车证是中共中央办公厅机要交通局和各省、市、自治区挡位既要交通部门利用火车传递机要文件时所使用的特种乘车证。持证人使用时应同时出示“机要交通专用证”。铁路部门遇持此证的机要交通员应拨给软卧包房一间，并协助隐蔽身份、保证安全、提供方便，未经上级批准不得进行检查，机要交通员违反铁路规章时铁路部门可向有关部门反映，但不得影响机要交通员继续执行公务。[128]
- 机要通信人员免费乘车证: 机要通信人员免费乘车证是邮政部门机要人员押运机要文件或检查押运工作时使用的乘车证，由邮政部门制作，使用人员只限乘坐邮政车及铁路指定位置，每次列车限乘2名机要押运员。[128]
- 邮局押运人员免费乘车证: 邮局押运人员免费乘车证为邮政部门派出在邮政车出乘押运任务的邮局押运员使用的特种乘车证，限乘坐邮政车及铁路指定位置。[128]
- 邮局视导员免费乘车证: 邮局视导员免费乘车证是各级邮政局和派押邮政局视导人员随车检查邮运工作所使用的特种乘车证，由所在铁路局签发，限乘坐邮政车及铁路指定位置。[128]
- 外宾乘车证: 外宾乘车证是为方便外国铁路驻华机构人员、总公司邀请的重要外宾及其他总公司批准发放乘车证的外宾及陪同人员乘坐铁路旅客列车而发放的乘车证，由总公司国际合作部发放，可乘坐除国际列车、对港直通车以外的各种旅客列车，准乘普速车软座、软卧，动车组列车一等座、卧铺及以下等级席位。[129]

此外，调度命令、侦察证、往返免费乘车书面证明等也可用作特种乘车证，使用时需按照相关部门规定使用。